# Dějiny Německa

Státní znak Spolkové republiky Německo

Pojetí Německa jako zvláštní oblasti ve střední Evropě lze vystopovat k římskému veliteli Caesarovi, který popisoval nedobyté oblasti na východ od řeky Rýn jako Germanii, kterou tak odlišil od Galie (Francie), která byla podmaněna. Vítězství germánských kmenů v bitvě v Teutoburském lese v roce 9 n.l zabránilo připojení k římské říši. S pádem římské říše Frankové dobyli ostatní západní germánské kmeny.
V 8. století začala christianizace germánských kmenů, obývajících území nynější Spolkové republiky Německo. V 10. století vznikla Svatá říše římská, jež existovala až do roku 1806. V době svého největšího územního rozsahu zahrnoval tento státní útvar teritorium dnešního Německa, Rakouska, Slovinska, Česka, západního Polska, Nizozemska, Belgie, Lucemburska, východní Francie, Švýcarska, Lichtenštejnska, severozápadní části Chorvatska, většiny severní Itálie a jižní části Dánska. Od poloviny 15. století se tento poměrně heterogenní celek nazýval „Svatou říší římskou národa německého“.
Po ní následoval nejprve Německý spolek v letech 1815–1866, Německé císařství (1871–1918), Výmarská republika z let 1919–1933 a nakonec nacistické Německo (také nazývané „Třetí říše“) od roku 1933 až do skončení druhé světové války v roce 1945. Poválečná historie Německa zahrnuje dějiny Spolkové republiky Německo („západní Německo“) resp. dějiny Německé demokratické republiky („východní Německo“) mezi léty 1949 až 1990 a současné Německo.

## Pravěk

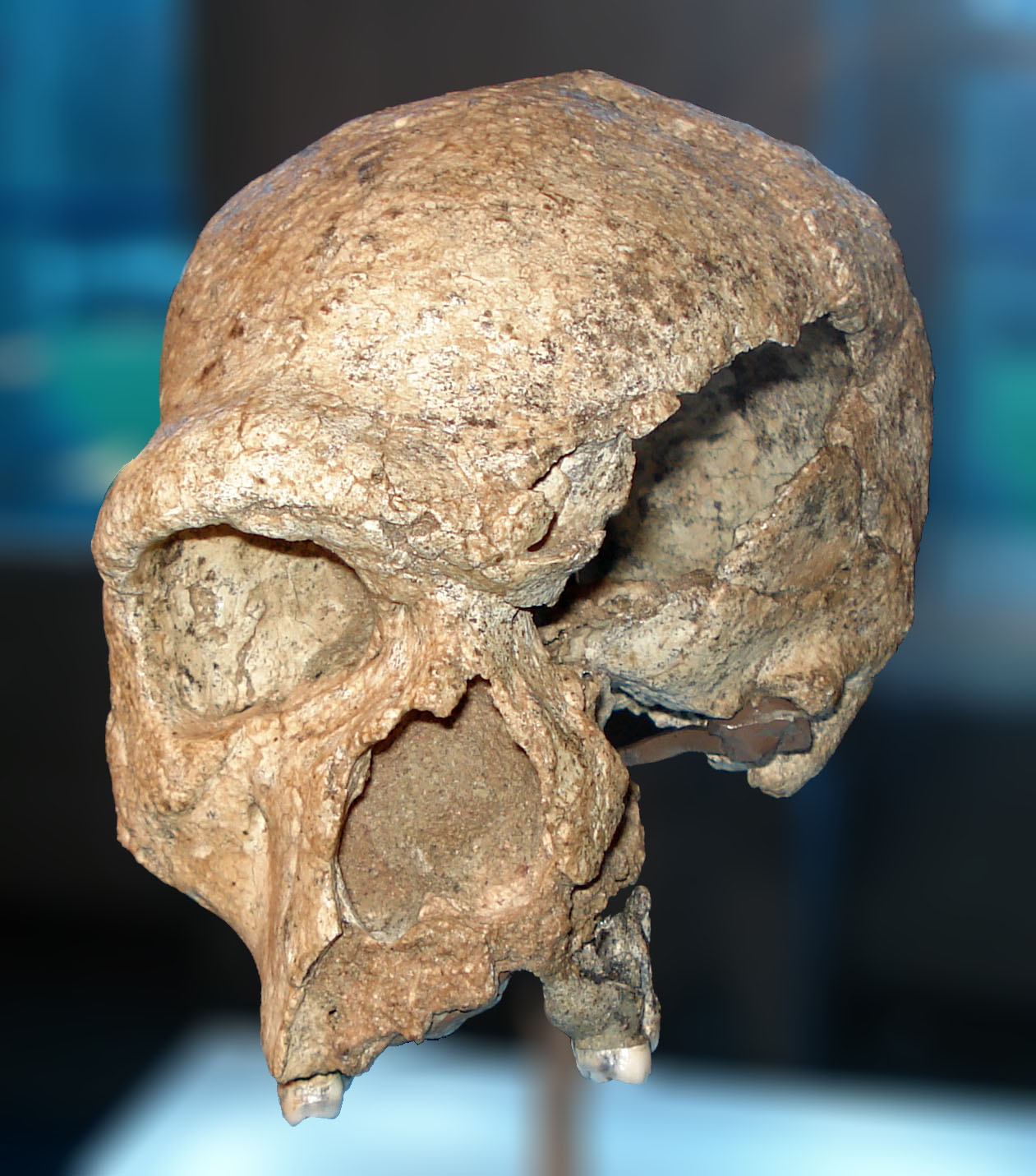
Steinheimská lebka stará 250 000 let

Objev čelisti Homo heidelbergensis roku 1907 potvrdil výskyt člověka na území současného Německa již před 600 000 lety. Světově nejstarší kompletně dochovaný soubor loveckých zbraní byl objeven ve skrývce uhelného dolu v Schöningenu v Dolním Sasku. Během let 1994 až 1998 bylo vyzdviženo osm dřevěných oštěpů dlouhých 1,8–2,25 m, s odhadovaným stářím 380 000 let.
Roku 1856 byly ve vápencové jeskyni v údolí Neandertal u Düsseldorfu nalezeny fosilizované kosti neznámého vyhynulého druhu člověka. Hermann Schaaffhausen rozpoznal archaické znaky fosilií a popsal jejich charakteristiku ve své práci vydané roku 1858, která se stala vůbec prvním paleoantropologickým popisem. Druh dostal v roce 1864 jméno Homo neanderthalensis, tedy člověk neandrtálský.
Doložené pozůstatky přítomnosti raného člověka z období paleolitu objevené v několika jeskyních Švábské Jury zahrnují figurky vyřezané z mamutích klů, patřící mezi nejstarší nesporná umělecká díla, nebo několik píšťal vyrobených z ptačích kostí a mamutoviny, které jsou zase jedněmi z nejstarších nalezených hudebních nástrojů. Soška Löwenmensch, zhotovená před 40 000 lety, představuje nejstarší figurativní umělecké dílo a 35 000 let stará Venuše z Hohle Fels se pokládá za nejstarší nalezené figurativní vyobrazení lidské postavy.

## Germánské kmeny a střety s Římskou říší
Etnogeneze germánských kmenů zůstává dosud předmětem debat. Podle historičky Averil Cameron proběhl proces formování během nordické doby bronzové nebo nejpozději v navazující předrománské době železné. Během 1. století př. n. l. začaly germánské kmeny obývající jižní Skandinávii a severní Německo expandovat na jih, východ a západ. Dostaly se do kontaktu s keltskými kmeny Galů, dále s kulturami Íránců, Baltů a Slovanů ve střední a východní Evropě.
Faktické a detailnější znalosti o rané historii germánských kmenů jsou vzácné. Badatelé se musí spokojit s římskými záznamy, lingvistickými podobnostmi, archeologickými nálezy a relativně novými, ale nadějnými výsledky archeogenetických studií. V polovině 1. stol. př. n. l. nechal Julius Caesar během svého galského tažení zhotovit první známé mosty přes řeku Rýn a vedl přes ně vojenský oddíl na území tamních germánských kmenů. Po několika dnech, aniž by narazil na germánské bojovníky (kteří ustoupili do vnitrozemí) se Caesar vrátil na západní břeh řeky. Kolem roku 60 př. n. l. Svébové vedení náčelníkem Ariovistem dobyli území galského kmene Aeduů západně od Rýna. Následné plány na zalidnění oblasti germánskými osadníky z východu narazily na silný odpor Caesara, který již započal svoje ambiciózní tažení s cílem podrobit si všechny Galy. Julius Caesar se roku 58 př. n. l. se Svéby střetl a následně je porazil v bitvě u Vogéz a donutil Ariovista ustoupit zpátky za Rýn.

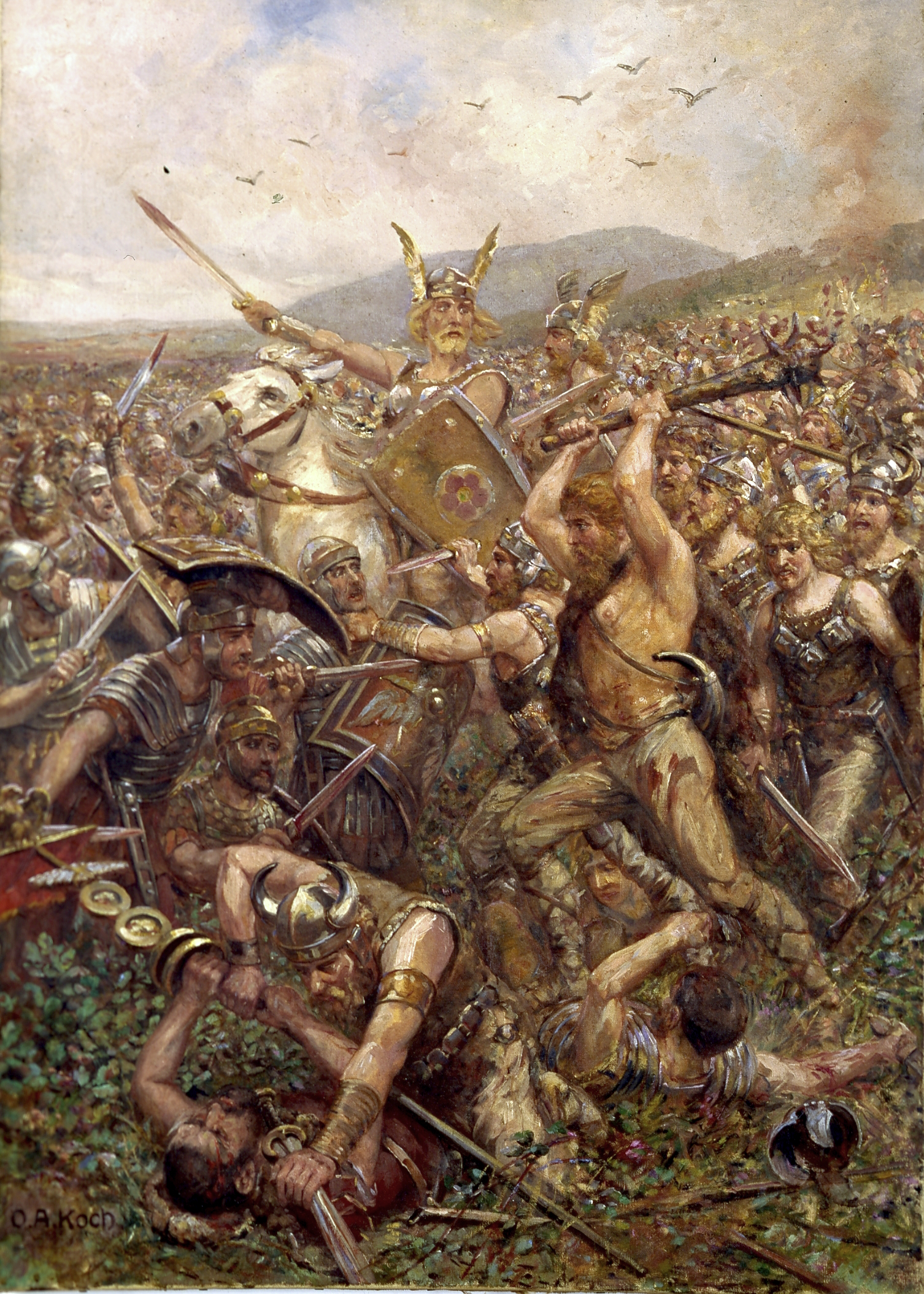
Výjev z bitvy v Teutoburském lese

Císař Augustus považoval výboje za Rýn a Dunaj nejen za právoplatnou zahraniční politiku, ale přímo za nezbytnou reakci na neustálé germánské vpády do stále neklidné a bouřící se Galie. Podél obou těchto řek byl vybudován řetěz pevností a obchodních center. Některé kmeny jako Ubierové se následně staly spojenci Říma a rychle si osvojily pokročilou římskou kulturu. Během 1. století n. l. římské legie podnikaly rozsáhlejší výpady do Velké Germánie (Germania magna), oblasti severně od Horního Dunaje a východně od Rýna, ve snaze podmanit si různé kmeny. Představy Říma o zavedení administrativy, nastolení daní a právního rámce byly mařeny naprostou neexistencí infrastruktury. Například tažení vojevůdce Germanica se tak vyznačovala spíše častými masakry vesničanů a nevybíravým drancováním.

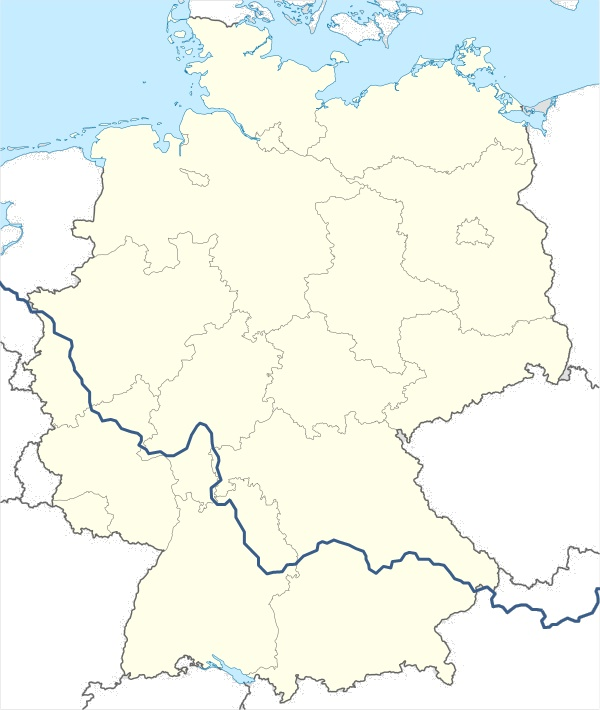
Limes Germanicus a hranice současných států

Kmeny si však zachovaly svou nepolapitelnou identitu. V roce 9 n. l. koalice kmenů pod vedením Cheruského náčelníka Arminia, znalého římské taktiky, porazila v bitvě v Teutoburském lese silné římské oddíly. Římané se následně vzdali dalších pokusů o expanzi do Germánie a místo toho vytvořili na Rýnu a Dunaji trvalou hranici. Do roku 100 n. l. byla pevně ustanovena hranice podél Rýna, Dunaje a opevněné Limes Germanicus. Tacitus ve svém díle Germánie uvádí , že několik germánských kmenů žilo pod římskou nadvládou na území jižně a západně od této hranice. Tyto země představují moderní státy Bádensko-Württembersko, jižní Bavorsko, jižní Hesensko, Sársko a Porýní. Území dnešního Rakouska tvořily řádné provincie Noricum a Raetie. Provincie Germania Inferior (s hlavním městem nacházejícím se v Colonia Claudia Ara Agrippinensium, dnešní Kolín nad Rýnem) a Germania Superior (s hlavním městem v Mogontiacum, moderní Mohuč), byly formálně ustaveny v roce 85 n. l., po dlouhých a vyčerpávajících taženích, neboť trvalá vojenská kontrola se omezovala na oblasti podél řek.
Během 3. století přichází na scénu řada velkých západogermánských kmenů: Alamani, Frankové, Bavoři, Chattové, Sasové, Frísové, Sugambrové a Durynkové. Od 3. století začali Germáni migrovat za limes Germanicus a dunajskou hranici. Několik velkých kmenů - Vizigóti, Ostrogóti, Vandalové, Burgundi, Langobardi, Sasové a Frankové - migrovalo na římská území a sehrálo svou roli v úpadku Římské říše a transformaci Západořímské říše.

## Christianizace (6. století – 843)

Rozdělení franské říše podle verdunské smlouvy, 843.

Na troskách západořímské říše vytvořili Frankové za vlády Chlodvíka I. v Galii vlastní království. Germánští Frankové v čele s merovejskými panovníky si záhy podrobili četné jiné germánské kmeny sídlící východně od Rýna, jako byli Burgundi nebo Alamani ve Švábsku. To se stalo jako vévodství součástí franské říše po porážce v bitvě u Tolbiaka v roce 496. Již král Chlothar I. v druhé polovině 6. století ovládal velkou část západního území nynějšího Německa a vedl výpravy proti Sasům. V roce 531 zničili Sasové a Frankové společnými silami říši Durynků. Podmaněným germánským kmenům bylo dovoleno podržet si své vlastní právo, současně však byly nuceny odvrhnout pohanské bohy a přijmout křesťanství. Za jejich polonezávislé vládce ustavili Merovejci vévody franského nebo místního původu.
Římské provincie, ležící severně od Alp na území dnešního Německa, byly christianizovány již ve 4. století. Zdejší církevní organizace, jako například v Augsburgu, dokonce přečkala zánik římské říše na konci 5. století. Někdy kolem roku 600 započaly křesťanské misie podnikané do teritorií pohanských kmenů v divoké Germánii. Mniši z britských ostrovů založili kláštery ve Würzburgu, Řezně, Reichenau a na mnoha dalších místech. V misijních aktivitách v merovejském království pokračoval anglosaský mnich Bonifác, který se stal zakladatelem prvního kláštera ležícího na východ od Rýna ve Fritzlaru v dnešním Hesensku. K šíření křesťanství v Germánii posloužil také vznik biskupství podléhajících autoritě římských papežů.
Během období rozdělení franské říše za pozdních Merovejců náležela germánská území Austrasii. V roce 718 napadl franský majordomus Austrasie, Karel Martel, Sasy v odvetu za to, že se spojili s jeho konkurenty v Neustrii. Karlův syn, Karloman, obnovil v roce 743 válku proti Sasům, kteří poskytli pomoc bavorskému vládci a nepříteli Franků, Odilovi. V roce 751 Pipin III., majordomus merovejských králů, přijal královský titul a byl pomazán samotným papežem. Na oplátku se franští králové od tohoto okamžiku stavěli do role záštity papežů. Pipinův syn, Karel Veliký, absolvoval řadu náročných a dlouhotrvajících válečných tažení proti pohanským nepřátelům Franků: Sasům a Bavorům. Oba kmenové svazy byly nakonec přemoženy a přinuceny k přijetí křesťanství. Jejich země se staly součástí franské říše, která tak dosáhla svého největšího územního rozmachu.
Karel Veliký si kromě toho podrobil království Langobardů v severní Itálii a navíc vyvrátil říši Avarů v Panonii. 25. prosince roku 800 byla Karlova autorita na Západě stvrzena jeho císařskou korunovací provedenou papežem v Římě. Karel se projevil rovněž jako reformátor. Na hranicích říše nechal na její obranu zřídit pohraniční marky. Ekonomickými a kulturními centry se staly císařské falce (Kaiserpfalzen), z nichž nejznámější byly Cáchy. Císař dále podporoval rozvoj kultury a vzdělanosti.

## Středověk (843–1517)

### Východofranská říše
V roce 843 byla franská říše rozdělena verdunskou smlouvou mezi Karlovy vnuky, což však nezabránilo dlouhodobým konfliktům mezi jednotlivými částmi říše. Východofranská říše, jíž obdržel jako svoji doménu Ludvík Němec, se na přelomu 9. a 10. století pozvolně proměnila v německou říši. Germánské kmeny byly definitivně sjednoceny na počátku 10. století za vlády Jindřicha I. Ptáčníka z otonské dynastie. Někdy z této doby zřejmě také pochází první zmínka o „království Němců“ („Regnum Teutonicorum“). Vedle původního franského dědictví se tak stále více drala do popředí vlastní německá identita těchto zemí.

### Svatá říše římská

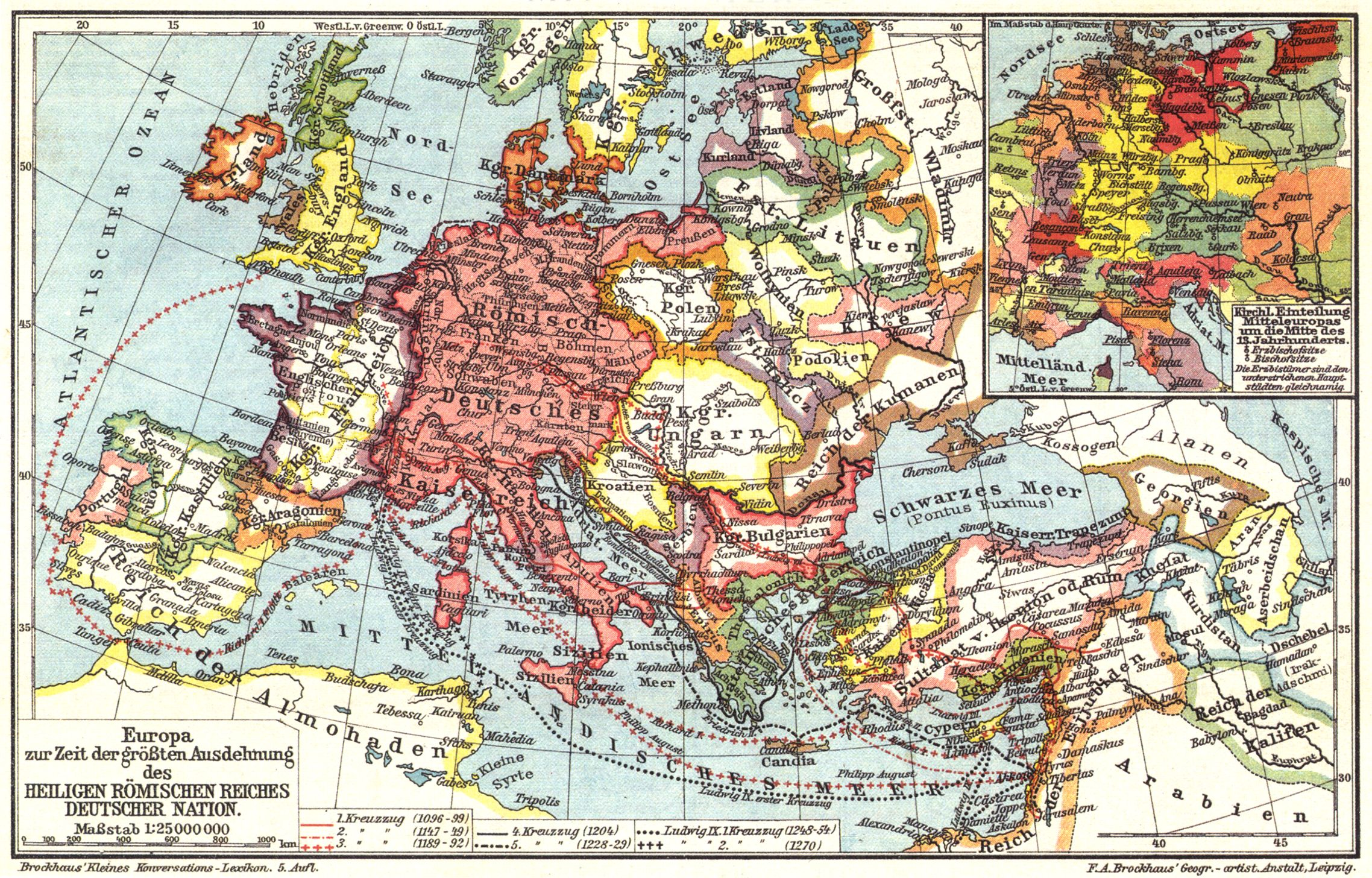
Svatá říše římská v době největšího rozsahu během kruciát.

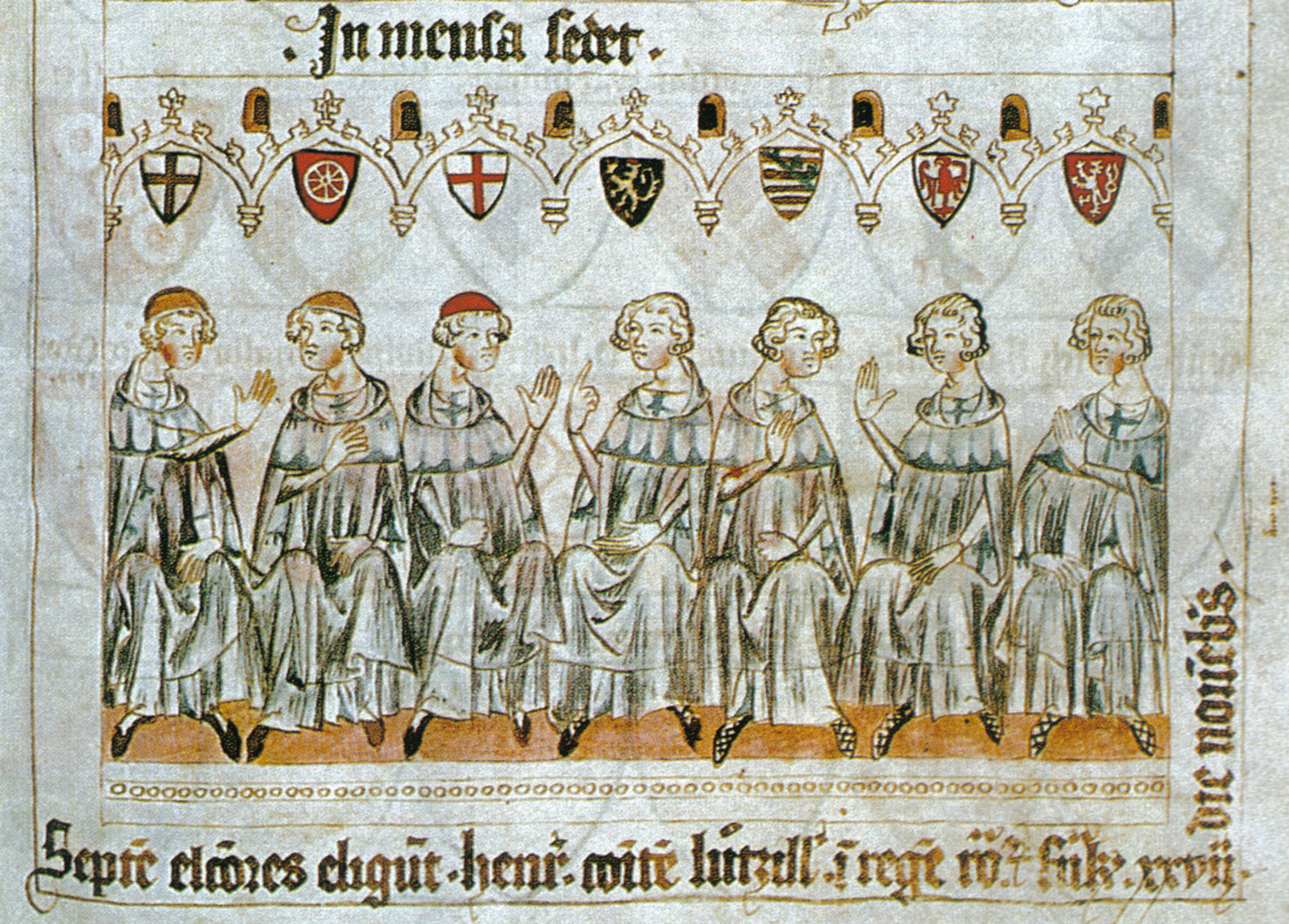
Knížata – volitelé (kurfiřti) Svaté říše římské (zcela vpravo český král).

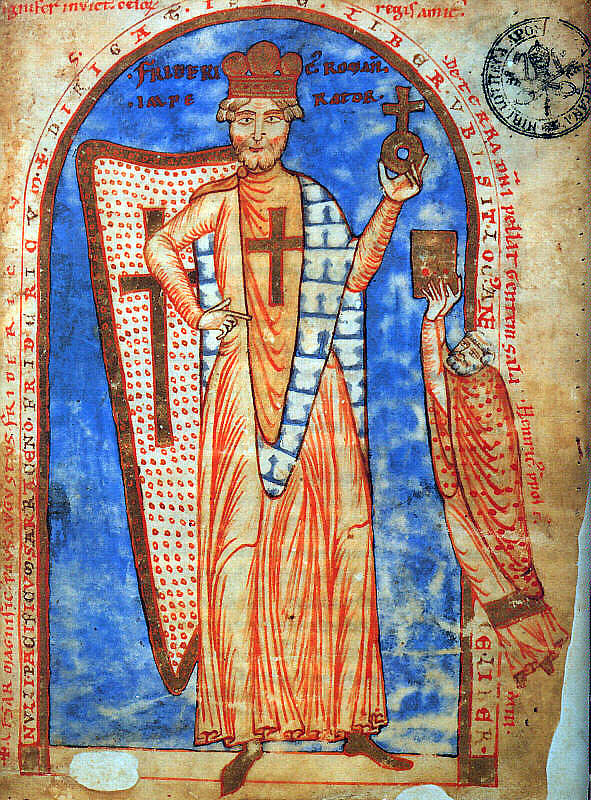
Fridrich I. Barbarossa

Během vlády Jindřichova syna, Oty I. Velikého, došlo k posílení královské moci povýšením biskupů do stavu říšských knížat (Reichsfürsten). V roce 951 se Ota oženil s ovdovělou italskou královnou Adelheid, čímž získal nárok na lombardskou korunu. Podařilo se mu také eliminovat vnější hrozby podrobením Slovanů, sídlících v oblasti mezi řekami Labem a Odrou (kteří se ale brzy opět osvobodili) a především vítězstvím nad nomádskými Maďary v bitvě na řece Lechu v roce 955. V roce 962 byl Ota I. korunován v Římě císařem a plně se tak ujal dědictví Karla Velikého. Tímto aktem byla fakticky založena Svatá říše římská.
Otův vnuk, Ota III., hodlal v rámci svého programu Renovatio imperii Romanorum vytvořit křesťanskou univerzalistickou říši s hlavním městem Římem, která by zaujímala nejen Německo, ale všechny křesťanské státy a jíž by vládli císař a papež ve vzájemné shodě. Ota ale zemřel dříve, než byl schopen svůj ambiciózní záměr uskutečnit. Jeho nástupci upustili od prosazování Otových myšlenek a koncentrovali se na vnitřní upevnění říše.
Po vymření Otonů (Liudolfingů) byl v roce 1024 zvolen králem Konrád II. ze sálské dynastie, jenž o několik let později získal pro říši Burgundy. Jeho nástupce Jindřich III. si podrobil Čechy a Uhersko a prohlásil obě země za říšská léna.
Clunyjské reformní hnutí probíhající v 11. století přispělo k osamostatnění církve, což ve svém důsledku přivodilo obrat papežů proti německým vládcům a nahlodalo tak jejich dosavadní vzájemný soulad. Ve sporu o investituru, který se rozhořel mezi Jindřichem IV. a papežem Řehořem VII. kvůli jmenování církevních hodnostářů, byl císař přinucen vykonat potupnou pouť do Canossy, kde se podřídil papeži, jenž ho předtím nechal exkomunikovat. Teprve poslednímu příslušníku sálské dynastie, Jindřichu V., se podařilo dosáhnout urovnání konfliktu s církví sjednáním konkordátu wormského v roce 1122.
Po roce 1100 došlo po celém Německu k zakládání nových měst, hradů, biskupských paláců a klášterů. Města se brzy začala domáhat uznání různých municipálních práv a svobod (městské právo), zatímco obyvatelstvo na venkově si zachovávalo svůj nevolnický status. Některá města získala titul svobodných říšských měst, která nepodléhala knížatům či biskupům, nýbrž byla podřízena přímo císaři. Takováto města byla ovládána majetným patriciátem (často kupci bohatnoucími z dálkového obchodu). Řemeslníci vytvářeli cechy, řízené striktními pravidly. Nárůstem obchodu s východními a severními zeměmi vzrůstal význam hlavních obchodních center a přístavů sdružených v tzv. hanzovní lize, v jejímž čele stalo město Lübeck. V téže době začal proces východní kolonizace (tzv. Ostsiedlung, nebo Ostkolonisation). Zakládáním měst a vesnic na slovanských územích východně od Labe došlo k rozšíření německé kultury do oblastí jako jsou Čechy, Morava, Slezsko, Pomořansko, Prusko a Polsko.
Po smrti Jindřicha V. vypukl v říši spor mezi soupeřícími dynastiemi Štaufů a Welfů, který měl přetrvat po celé 12. století. Za vlády Friedricha I. Barbarossy, z dynastie Štaufů, bylo dosaženo usmíření s Welfy, když bylo saskému vévodovi Jindřichu Lvu uděleno v léno Bavorsko, ovšem bez Rakouska, které bylo Privilegiem minus povýšeno na samostatné vévodství. Barbarossa rovněž usiloval o obnovení německé kontroly Itálie a v roce 1177 sjednal v Benátkách smír s papežem. Jindřich Lev si následně podmanil Slovany v Meklenbursku a Pomořansku. V roce 1180 byl ale císařem sesazen, načež bylo Bavorsko předáno Otovi z Wittelsbachu (zakladateli dynastie Wittelsbachů, vládnoucí v Bavorsku až do roku 1918).
Mezi léty 1184 a 1186 dosáhla moc Štaufů v Německu svého vrcholu. Postavení feudálních vládců v Německu bylo účinně podkopáváno ustavováním císařských úředníků „ministeriálů“. Rytířství a dvorský život zažívali svůj největší rozkvět, což vedlo k rozmachu německé kultury a literatury.
Barbarossův vnuk, Fridrich II. Štaufský, pokračoval v dobývání Itálie, což ovšem zostřilo konflikt s papeži. Friedrich položil na Sicílii základy centralizovanému a profesionálně spravovanému státu, avšak v Německu fakticky odevzdal vládu říšským knížatům. Poskytováním různých privilegií svěřil značná zemská práva světským a duchovním vládcům, čímž podpořil rozvíjející se proces defragmentace říše. Nekončící zápas s církvi, během něhož byl Friedrich třikrát exkomunikován, vyčerpal síly říše. Jeho smrtí moc dynastie Štaufů v Německu pohasla a říše se následně ponořila do chaosu interregna.
V roce 1226 vydal Friedrich II. zlatou bulu, jíž zplnomocnil Německý řád k christianizaci pohanských Prusů na Baltu. Tím udělil významný impuls k expanzi německé kultury na východ. V dalších letech bylo podél východního pobřeží Baltského moře založeno mnoho německých měst, k čemuž přispěl i český král Přemysl Otakar II. založením Královce.

### Defragmentace, vzestup Habsburků

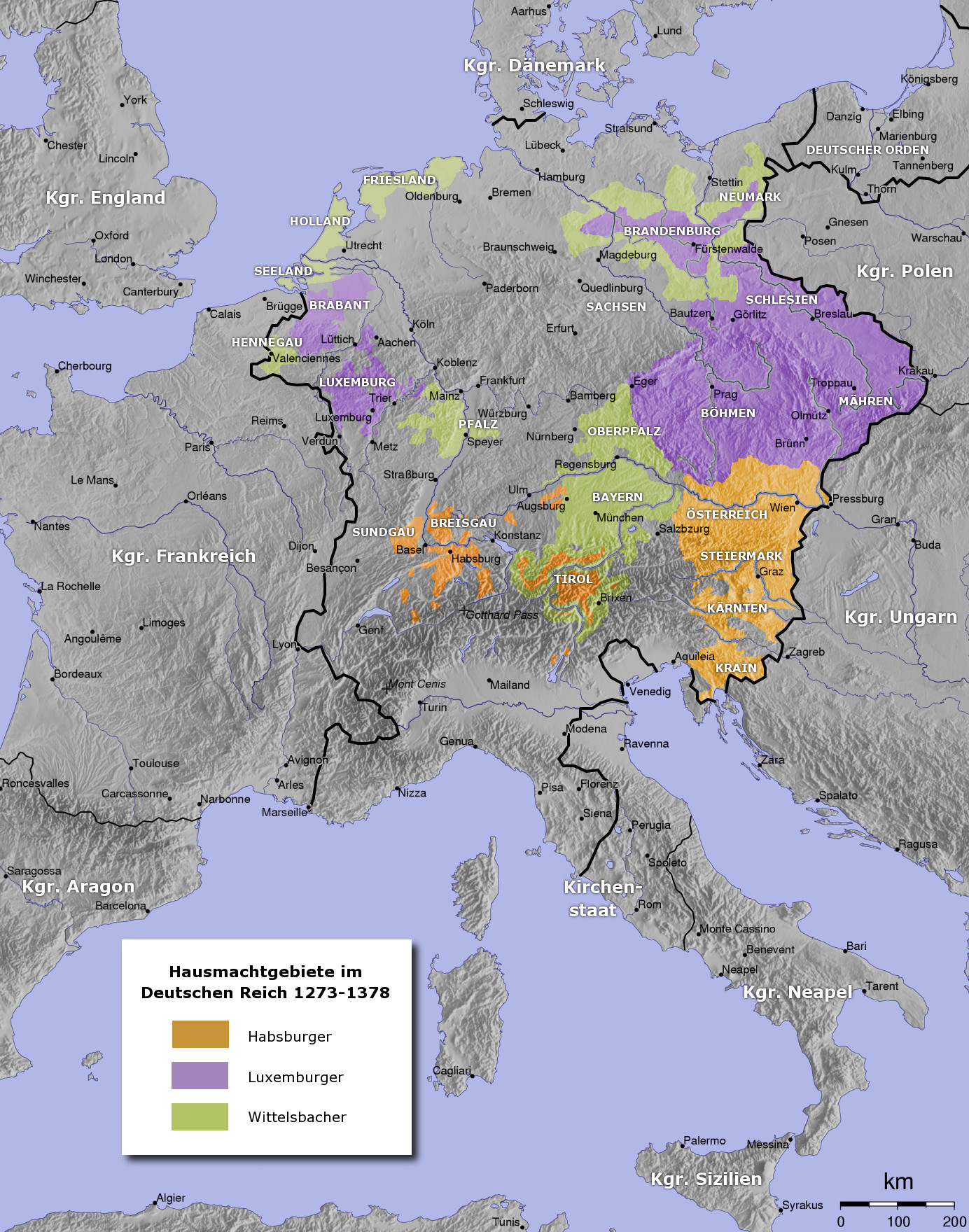
Svatá říše římská na přelomu 13. a 14. století.

Interregnum skončilo v roce 1273 zvolením Rudolfa I. Habsburského, který tak zahájil vzestup habsburského rodu na pozici nejmocnější dynastie v říši. V roce 1308 byl králem zvolen Jindřich VII. z rodu Lucemburků. Jindřichův vnuk, císař Karel IV., se pokusil obnovit císařskou autoritu vůči nyní prakticky nezávislým říšským knížatům. Hlavním těžištěm své moci přitom učinil české království. Za jeho vlády byla v Praze v roce 1348 založena první univerzita ve střední Evropě. Zlatou bulou z roku 1356 bylo stanoveno, že každý budoucí německý vládce bude volen čtyřmi světskými a třemi církevními voliteli (Král český, falckrabě rýnský, vévoda saský, markrabě braniborský a arcibiskupové Mohuče, Trevíra a Kolína).
Kolem roku 1350 zachvátila Německo stejně jako celou Evropu zhoubná epidemie černé smrti. To společně s relativním přelidněním, neúrodou a přírodními katastrofami zapříčinilo smrt asi třetiny obyvatelstva. Židé, jimž byly tyto pohromy kladeny za vinu, byli tvrdě pronásledováni a mnozí z nich uprchli do Polska.
Důsledkem těchto katastrof byly zásadní sociální, ekonomické, náboženské a politické změny. Vzrůstající peněžní hospodářství vedlo k prohlubující se sociální nerovnosti mezi jednotlivými společenskými vrstvami. Raný nástup kapitalismu zároveň přivodil pozvolný úpadek feudalismu. Mocné a bohaté rodiny jako například Fuggerové nabyli díky svým obchodním a finančním aktivitám na důležitosti, jelikož se stali hlavními věřiteli králů a papežů. Postavení nižší šlechty (rytířů), jež tradičně nalézala své uplatnění ve válkách, bylo podlomeno vzestupem významu žoldnéřských vojsk a posílením role pěchoty.
V roce 1410 nastoupil na trůn Karlův syn, Zikmund. Později dosáhl rovněž císařské koruny, nicméně nebyl schopen konsolidovat nestabilní říši, k čemuž nepochybně přispěla také husitská revolta v Čechách. Po roce 1438 se Habsburkové, kteří kontrolovali území dnešního Rakouska a Slovinska a vznášeli své nároky také na české království a Uhersko, zmocnili vlády v Německu, jíž si měli podržet (s výjimkou krátké přestávky v letech 1742 až 1745) až do roku 1806.
Mezi habsburskými vládci této doby vynikal především Maxmilián I., jenž se pokusil říši reformovat. Založil říšský komorní soud (Reichskammergericht), ustavil společné říšské daně a zvýšil pravomoci říšského sněmu (Reichstag). Účinek reforem ale zmařilo přetrvávající teritoriální rozštěpení říše. Maxmiliánovým největším úspěchem byla jeho svatební politika. Sám tímto způsobem získal Burgundsko. Svého syna, Filipa I. Sličného, oženil s dědičkou španělské říše a dynastickými svazky s Jagellonci získal pro Habsburky české království a Uhersko, a proto bývá leckdy považován za skutečného tvůrce habsburské hegemonie v Evropě.

## Počátky novověku (1517–1789)

### Reformace a protireformace

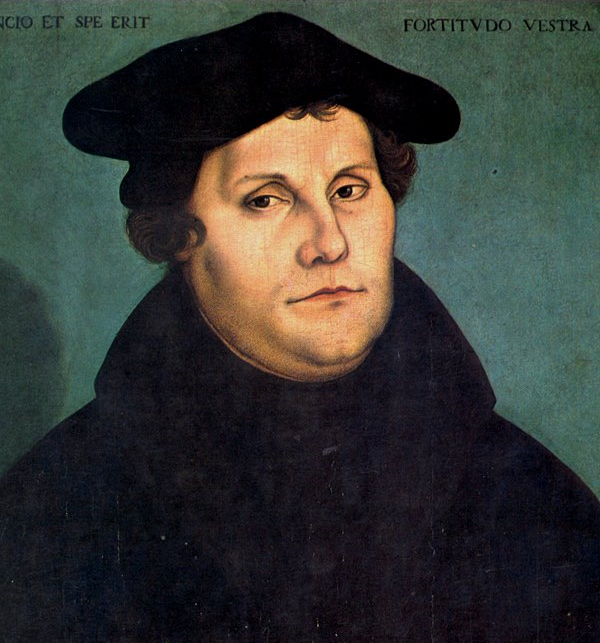
Martin Luther, německý reformátor

Počátek reformace se datuje do 31. října 1517, kdy Martin Luther zveřejnil na dveřích kostela ve Wittenbergu 95 tezí, v nichž se vyslovil proti odpustkům a jiným nešvarům v církvi. O čtyři roky později byl za to z církve vyloučen, nicméně reformace se v té době už nezadržitelně šířila Německem.
V roce 1519 se stal císařem Karel V., za jehož panování se habsburská říše povznesla na největší světovou mocnost. Zahraničněpoliticky se zapletl do dlouhotrvajícího konfliktu s Osmany a s Francií, podporovanou papežem. Tím bylo oslabeno Karlovo postavení v říši, který se tak nemohl účinně postavit šíření reformace. Luther, ukrývající se na hradě Wartburgu, zatím do němčiny přeložil Bibli, což spolu s Gutenbergovým vynálezem knihtisku v polovině 15. století položilo základy zrodu moderního Německa.
Císařův bratr, Ferdinand I., chtěl skoncovat s tolerancí luteránů, proti čemuž ale protestovala evangelická knížata. Od tohoto okamžiku se proto pro ně užívalo názvu protestanti. V roce 1524 vypukla ve Švábsku, Frankách a Durynsku selská válka, rozněcovaná kázáními reformovaných duchovních a namířená proti vládnoucím knížatům a vrchnosti. Toto povstání, v němž se angažoval také teolog Thomas Müntzer, bylo ovšem říšskými knížaty brzy potlačeno.
Pod tlakem reformace přistoupila římskokatolická církev k zahájení protireformace. Hlavním jejím nositelem byl především Ignácem z Loyoly založený jezuitský řád, jenž se snadno etabloval v jižním Německu a brzy zaujal vůdčí roli v procesu rekatolizace. Střední a severní Německo bylo v této době již zcela protestantské, zatímco jih a západ zůstával nadále převážně katolický. První ozbrojený konflikt mezi katolíky vedenými císařem a protestanty sdruženými v tzv. šmalkaldské lize vypukl v letech 1546 až 1547. Katolíci sice v této šmalkaldské válce zvítězili, avšak augšpurským mírem z roku 1555 byl císař nucen uznat protestantství (Cuius regio, eius religio). Tento neúspěch přiměl o rok později Karla V. abdikovat ve prospěch Ferdinanda I. Habsburské državy v Německu byly tímto odděleny od Španělska, jež připadlo Karlovu synovi, Filipovi II.
V roce 1608 se protestantská knížata sjednotila v tzv. protestantské unii, do jejíhož čela se postavil Friedrich Falcký. Na to odpověděli katolíci o rok později vytvořením katolické ligy, vedené bavorským vévodou Maxmiliánem I.

### Třicetiletá válka

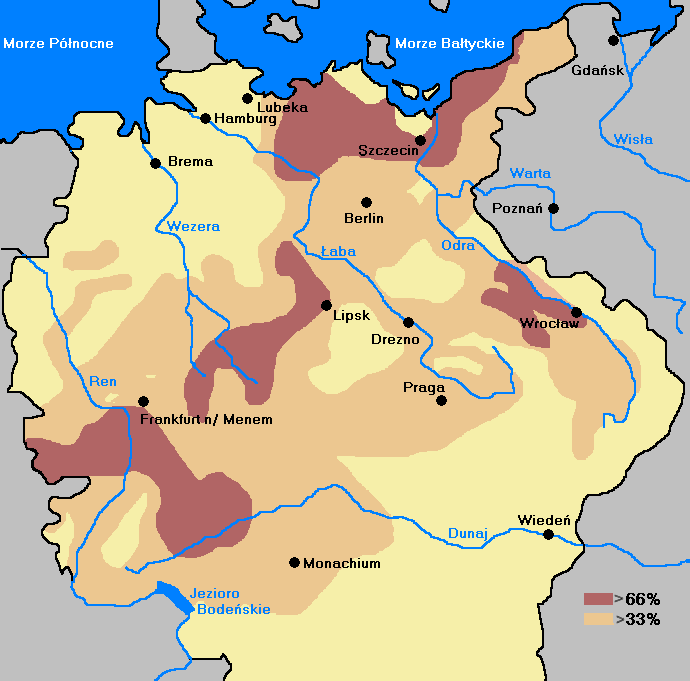
Úbytek obyvatelstva říše v důsledku třicetileté války

Roznětkou třicetileté války se stala třetí pražská defenestrace v roce 1618 a následné povstání protestantských českých stavů proti císaři. Českým králem byl zvolen Friedrich Falcký, načež vojsko císaře Ferdinanda II. vtáhlo do Čech. Poté, co bylo vojsko českých stavů rozhodně poraženo v bitvě na Bílé hoře, v roce 1620, byl Friedrich vypuzen ze země a do roku 1623 ztratil i Falc.
Když dánský král, Kristián IV., pronikl v roce 1625 do severního Německa, vstoupila válka do své další fáze. Ovšem již v dalším roce podlehl Kristián císařskému vojsku, jemuž velel český šlechtic Albrecht z Valdštejna. Katolíci poté obsadili Pomořansko, Meklenbursko a Jutsko. Zdálo se, že válka skončila přesvědčivým vítězstvím katolíků a císař proto v roce 1629 vydal tzv. restituční edikt.
V roce 1630 se švédský král Gustav II. Adolf zapojil do válečného dění a podpořil tak upadající protestantskou věc. Dva roky nato švédský král padl v bitvě u Lützenu, švédská vojska však i poté zůstávala klíčovým mocenským faktorem v severním a středním Německu. Aby vytlačil Švédy z německé půdy, uzavřel císař v roce 1635 v Praze mír se saským knížetem. V témže roce však do války vstoupila na stranu Švédska Francie, nicméně ani jedna z válčících stran nedokázala rozhodnout boj ve svůj prospěch. Německo se tak stalo hlavním dějištěm konfliktu mezi Francií a Habsburky o vůdčí roli v Evropě. Válka vedla k rozsáhlému vydrancování Německa a celé střední Evropy, jejíž počet obyvatel poklesl oproti předválečnému stavu takřka na polovinu.
Třicetiletá válka skončila teprve v roce 1648 uzavřením vestfálského míru. Výsledkem bylo odstoupení části Lotrinska a Alsaska Francii, zatímco Švédsko obdrželo některá území v severním Německu. Zároveň se Nizozemí a Švýcarsko oficiálně oddělily od Svaté říše římské. Autorita císaře v říši ještě více upadla posílením téměř nezávislého postavení říšských knížat a potvrzením augšpurského míru.

### Absolutismus

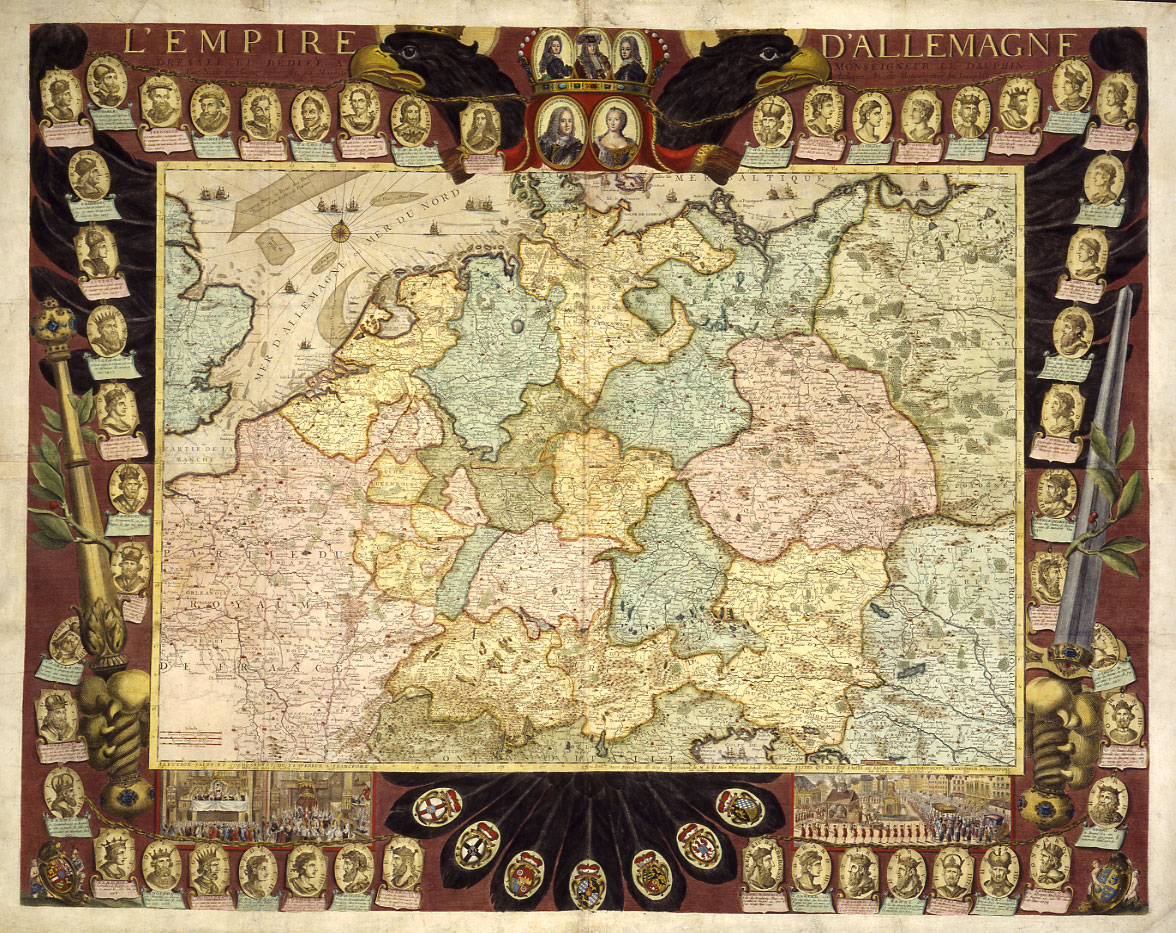
Mapa v roce 1705

Sjednocením Braniborska a pruského vévodství za vlády velkého kurfiřta, Fridricha Viléma I., započal v roce 1640 rozmach Braniborska-Pruska, které se tak domohlo postavení nejvlivnějšího německého knížectví. V roce 1701 se kurfiřt Friedrich III. prohlásil jako Friedrich I. „králem v Prusku“. Jeho nástupce Fridrich Vilém I. významně posílil pruskou armádu a založil vysoce centralizovaný stát.
Mezitím francouzský král Ludvík XIV. dobyl další části Alsaska a v letech 1688 až 1697 pronikl dokonce do Porýní. Ludvík těžil především ze zaneprázdněnosti císaře válkou s osmanskými Turky, kteří neustále ohrožovali Rakousko. V roce 1683 byli však díky zásahu polského krále Jana Sobieského a některých německých knížat poraženi u Vídně. Následně ztratili Turci vládu nad Uherskem, jež bylo dobyto císařskými vojsky a záhy se stalo novým místem pro kolonizaci německých osadníků. Habsburské Rakousko se tak vyvinulo ve skutečnou evropskou velmoc.
Volbou saského kurfiřta Friedricha Augusta I. polským králem v roce 1697 vznikla personální unie mezi Polskem a Saskem, jež přetrvala až do roku 1763. Podobně mezi Velkou Británií a Hannoverskem existovala personální unie mezi léty 1714 až 1837.
Vymření rakouských Habsburků vedlo k válce o dědictví rakouské v letech 1740 až 1748, v níž Marie Terezie úspěšně obhájila svůj nárok na vládu. Avšak po porážce v sedmileté válce byla s konečnou platností přinucena vzdát se Slezska ve prospěch pruského krále Friedricha II. Velikého. Mírem z Hubertsburgu z roku 1763 mezi Rakouskem, Pruskem a Ruskem se Prusko zařadilo mezi nejmocnější evropské státy, čímž začalo období vzájemného soupeření mezi Pruskem a Rakouskem o vedoucí pozici v Německu.
V druhé polovině 18. století se i přes odpor šlechty prosadil v Prusku a Rakousku nový styl vlády – „osvícenský absolutismus“. Vládce od nynějška vystupoval jako první služebník státu. Za Friedricha II. a Josefa II. došlo v těchto státech ke vzestupu hospodářství a k přijetí nových moderních zákonů, jež zakazovaly mučení a zlepšovaly společenské postavení židů. Současně byl zahájen proces osvobození nevolníků. Podporován byl rovněž rozvoj školství.
Po porážce ve velké severní válce v roce 1721 ztratilo Švédsko prakticky všechna svá území v Německu a své velmocenské postavení přepustilo expandujícímu Rusku Petra Velikého. V letech 1772 až 1795 si Prusko, Rusko a Rakousko rozdělily Polsko, což vedlo k více než století trvající polské rezistenci vůči německému a ruskému útisku.

## Od francouzské revoluce ke sjednocení (1789–1871)

### Francouzská revoluce a napoleonské války

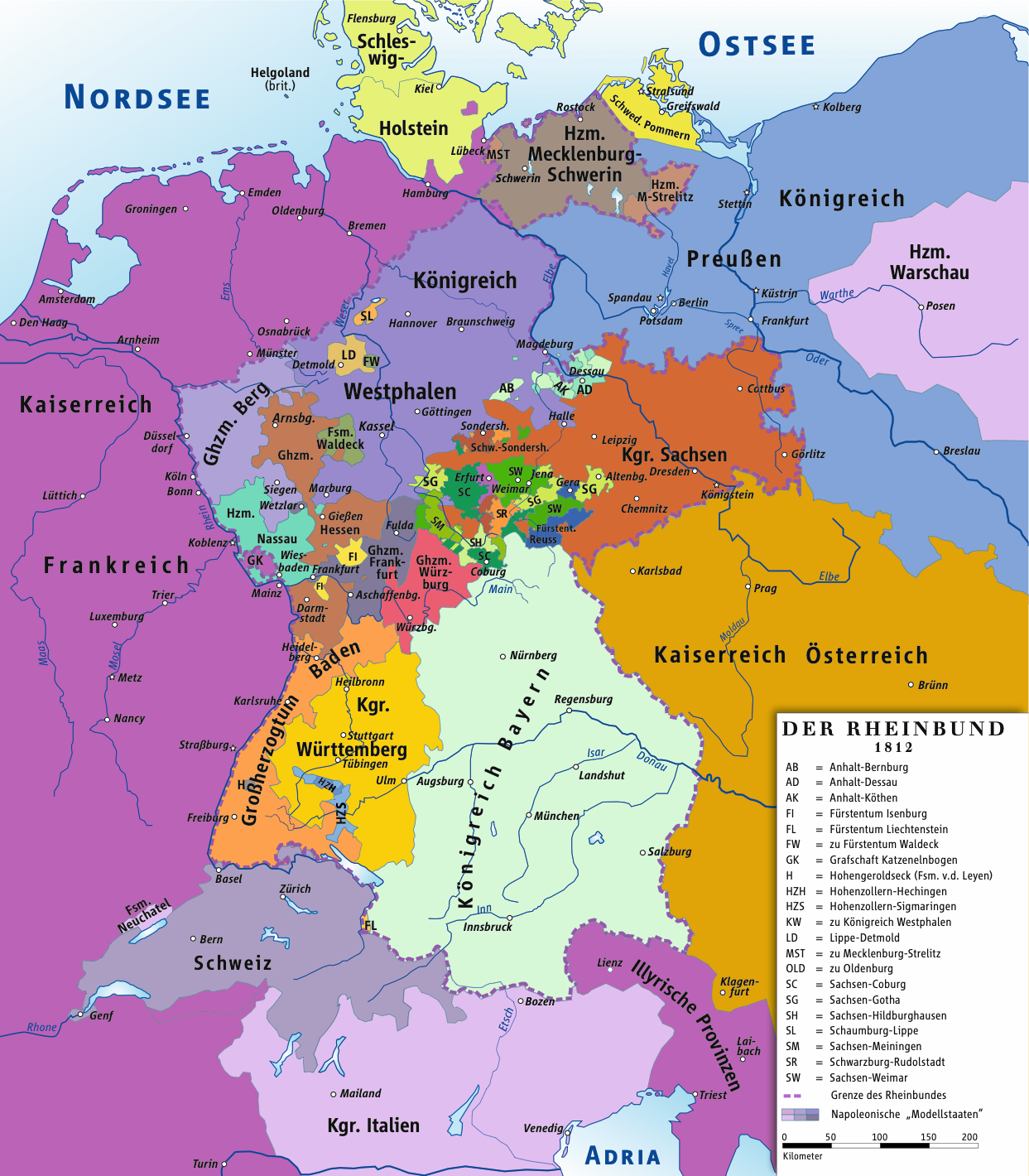
Rýnský spolek - konfederace států spřízněných s první francouzské říši. Existoval v letech roku 1806 až 1813

Po vypuknutí velké francouzské revoluce vypověděla koalice Pruska a Rakouska v roce 1792 Francii válku. Po počátečních úspěších utrpěla koalice v září téhož roku porážku v bitvě u Valmy. Podle basilejského míru musela říše přenechat Francii všechna německá území na levém břehu Rýna. Do roku 1809 následovaly další čtyři koaliční války s Francií.
V roce 1799 uchopil ve Francii vládu Napoleon Bonaparte. V roce 1803 byly z jeho iniciativy zrušeny téměř všechny církevní a menší německé světské státy, stejně jako většina svobodných měst. Současně Napoleon povýšil Bavorsko, Sasko a Württemberg na království.
V roce 1805 podlehlo Rakousko Napoleonovi v „bitvě tří císařů“ u Slavkova. Následně muselo odstoupit svá severoitalská území a také Vorarlbersko a Tyrolsko. Když se v dalším roce 16 německých knížat spojilo v Rýnském spolku, jenž byl pod ochranou Napoleona, vzdal se František II. (od roku 1804 císař František I. Rakouský) koruny německého císaře. Svatá říše římská tudíž 6. srpna 1806 formálně zanikla. Habsbursko-lotrinské dynastii náležel od tohoto momentu až do roku 1918 pouze titul rakouských císařů.
Poté, co francouzské revoluční vojsko zvítězilo nad pruskou armádou u Jeny, byl v roce 1807 podepsán tylžský mír, v němž Prusko ztratilo ve prospěch nově vytvořeného varšavského velkovévodství velkou část území získaného při dělení Polska. Současně se muselo vzdát všech svých teritorií na západ od řeky Labe. Rovněž bylo potlačeno povstání v Tyrolsku, vedené Andreasem Hoferem.
V poraženém Prusku byla v letech 1807 až 1812 realizována řada reforem, zahrnujících uvolnění městské samosprávy, zrušení nevolnictví a zrovnoprávnění židů. Současně pruští generálové Scharnhorst a Gneisenau provedli rozsáhlou reorganizaci armády. Po Napoleonově porážce v Rusku v roce 1812 Prusko povstalo a po bitvě národů u Lipska v říjnu 1813 Německo konečně setřáslo francouzskou nadvládu. Rýnský spolek byl ihned poté rozpuštěn. Osvobozovací válka proti Francouzům výrazně přispěla ke vzrůstu německého národního sebeuvědomění.
Na počátku roku 1814 vtáhla spojenecká vojska do Paříže. Napoleon byl sice sesazen a přinucen odejít do vyhnanství na ostrov Elba, nicméně již v dalším roce se opět zmocnil vlády. V bitvě u Waterloo 18. června 1815 mu však britská a pruská vojska vedená vévodou z Wellingtonu a von Blücherem uštědřila definitivní porážku.

### Březnová revoluce

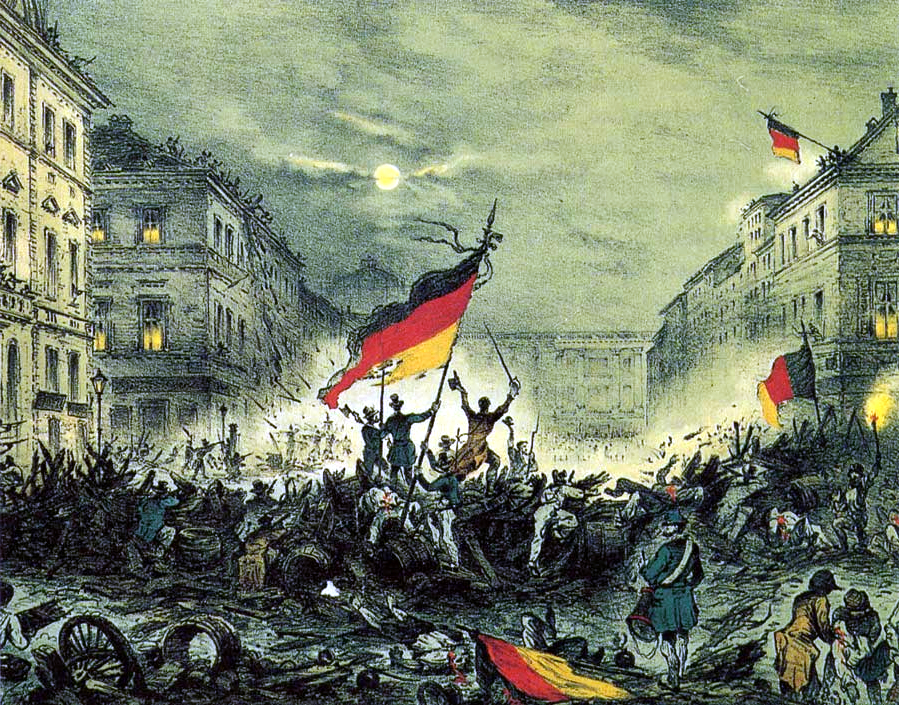
Březnová revoluce v Berlíně.

Po Napoleonově pádu v roce 1814 se evropští státníci a politici sešli na vídeňském kongresu. Cílem byla reorganizace evropských záležitostí, v čemž měl hlavní slovo kníže Metternich. Mezi hlavní politické principy přijaté na vídeňském kongresu náležely restaurace, legitimace a vzájemná soudržnost evropských panovnických rodů za účelem potlačení jakýchkoliv revolučních a nacionalistických idejí. K dosažení tohoto účelu se Rakousko, Prusko a Rusko spojily v tzv. svaté alianci. Místo zaniklé Svaté říše římské byl založen Německý spolek (Deutscher Bund), který představoval volnou unii 39 států (v čele s Rakouskem), disponujících spolkovým sněmem scházejícím se ve Frankfurtu nad Mohanem.
V roce 1817 uspořádaly studentské buršácké spolky (německy Burschenschaften), inspirované liberálními a vlasteneckými myšlenkami a toužící po sjednocení Německa, slavnost na hradě Wartburg. Svého vrcholu dosáhlo studentské hnutí na hambašské slavnosti v květnu 1832. V roce 1819 svolal kníže Metternich konferenci do Karlových Varů, na které Rakousko, Prusko a několik dalších německých států přijalo tzv. karlovarská usnesení. Jimi byla zavedena cenzura a univerzity byly postaveny pod státní dohled. Usnesení současně zakotvila „pronásledování demagogů“, které bylo namířeno proti jednotlivcům, obviněným ze šíření revolučních a nacionalistických myšlenek.
V roce 1834 byla vytvořena celní unie (Zollverein), do níž se zapojilo Prusko a většina německých států, kromě Rakouska. Rychle se prosazující industrializace a dynamický růst železniční sítě přispěly v této době k pronikavému hospodářskému rozmachu Německa.
Rostoucí nespokojenost se sociálním a především politickým uspořádáním, nastoleným vídeňským kongresem, vedla v březnu 1848 k vypuknutí revoluce takřka v celém Německu. V květnu téhož roku se ve Frankfurtu sešlo německé národní shromáždění, aby zde vypracovalo německou ústavu a určilo budoucí hranice německého národního státu. Nejprve bylo preferováno tzv. velkoněmecké řešení, jelikož ale poslanci z Rakouska trvali na zahrnutí celého území habsburské říše, byla nakonec zvolena tzv. maloněmecká varianta (bez Rakouska).
28. března 1849 byla vyhotovena ústava, která předpokládala vznik spolkového státu s centrální vládou, v čele s císařem a říšským sněmem jako ústředním legislativním orgánem. Revoluce roku 1848 přesto skončila nezdarem, neboť pruský král Fridrich Vilém IV. odmítl přijmout císařskou korunu z rukou revolucionářů, načež bylo shromáždění ve Frankfurtu rozpuštěno a všechna povstání potlačena vojenskou silou.

### Sjednocení Německa

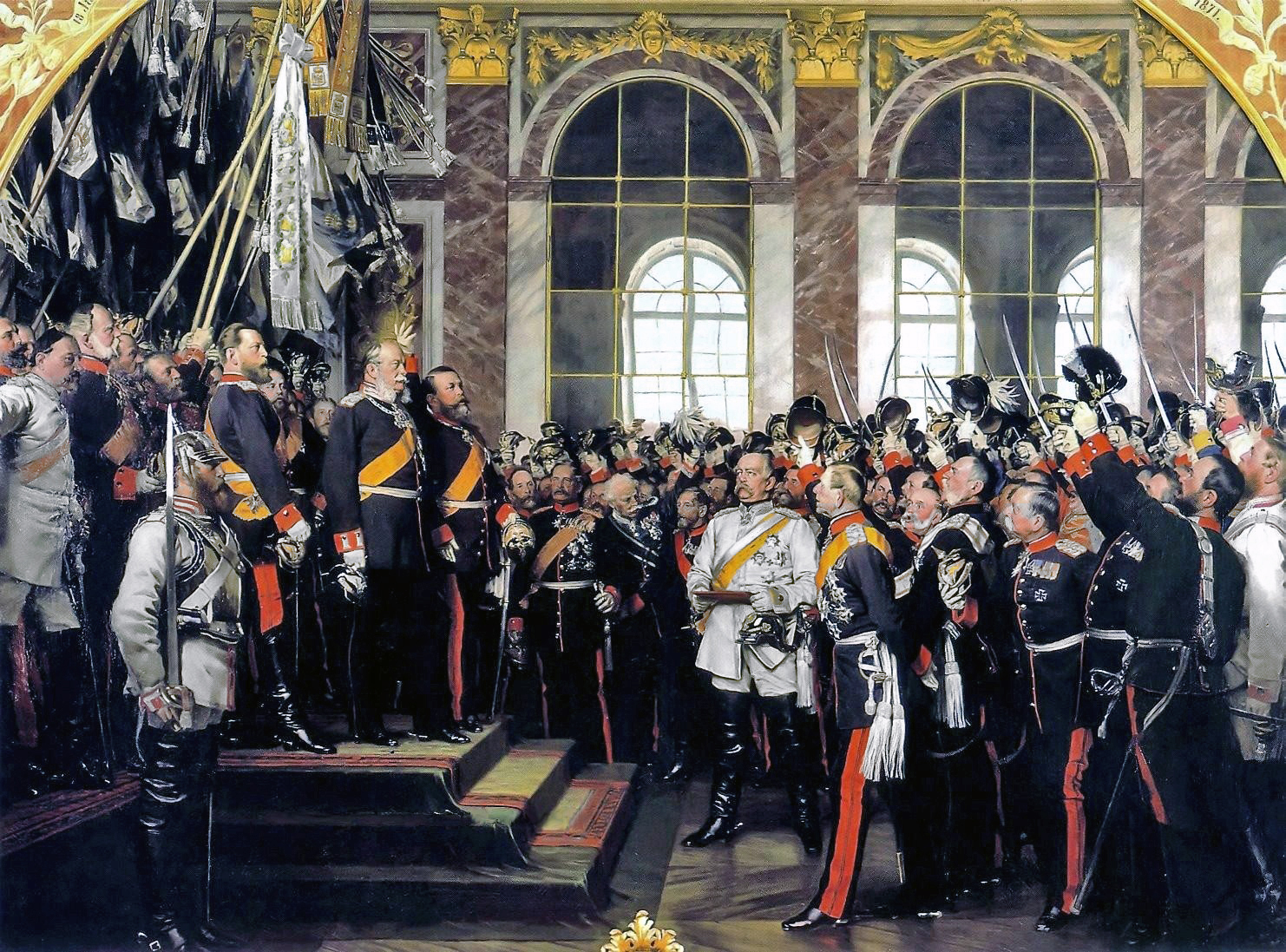
Vyhlášení německého císařství v Zrcadlovém sále ve Versailles 18. ledna 1871.

Po zdolání revoluce zavedla konzervativní reakce tvrdá policejní opatření proti liberální opozici. Teprve na počátku 60. let došlo k uvolnění poměrů. V Německu vznikly v tomto období nové politické strany a odborová hnutí, jako například předchůdkyně nynější Sociálnědemokratické strany Německa (SPD).
V roce 1862 byl pruským ministerským předsedou jmenován konzervativní a reakcionářský Otto von Bismarck. O dva roky později vyvrcholily spory o Šlesvicko a Holštýnsko mezi Pruskem a Dánskem dánsko-německou válkou, v níž Prusko, na jehož stranu se připojilo taktéž Rakousko, Dánsko porazilo. To bylo poté nuceno odstoupit obě země vítězům. Společná správa Šlesvicka-Holštýnska ovšem vedla ke vzrůstu napětí mezi Rakouskem a Pruskem. Z Bismarckova podnětu proto v roce 1866 vypukla prusko-rakouská válka. Prusové, jímž velel Helmuth von Moltke, dosáhli v této válce drtivého vítězství v bitvě u Sadové. Německý spolek následně zanikl a na jeho místo nastoupila Severoněmecká konfederace – vojenská aliance států severního a středního Německa – v níž zaujímalo vedoucí pozici Prusko. Tím bylo Rakousko definitivně vyloučeno z Německa. Státy jižního Německa si zachovaly svoji nezávislost pouze na nátlak Francie.
Neshody mezi Francií a Německem ohledně možného nástupnictví německého kandidáta na španělský královský trůn přerostly v roce 1870 v prusko-francouzskou válku. Na stranu Pruska se přidaly všechny ostatní německé státy, načež Prusové vpadli do Francie. Po několika týdnech bojů francouzská armáda, vedená císařem Napoleonem III., kapitulovala v Sedanu. Mezitím v Paříži vznikla nová republikánská vláda, odhodlaná pokračovat v boji. Nicméně po pádu obležené Paříže v lednu 1871 byla Francie nucena přijmout mír: Německu musela odstoupit území Alsaska a Lotrinska, čímž bylo ale zaseto sémě dalších budoucích konfliktů mezi oběma zeměmi.
Ještě během obléhání Paříže se němečtí princové shromáždili v Zrcadlovém sále Versailleského paláce a 18. ledna 1871 zde prohlásili pruského krále Viléma I. „německým císařem“. Tím byla založena Německá říše, sestávající z 25 států. Otto von Bismarck byl ustanoven říšským kancléřem.

## Německé císařství (1871–1918)

### Bismarckova éra

Německá říše

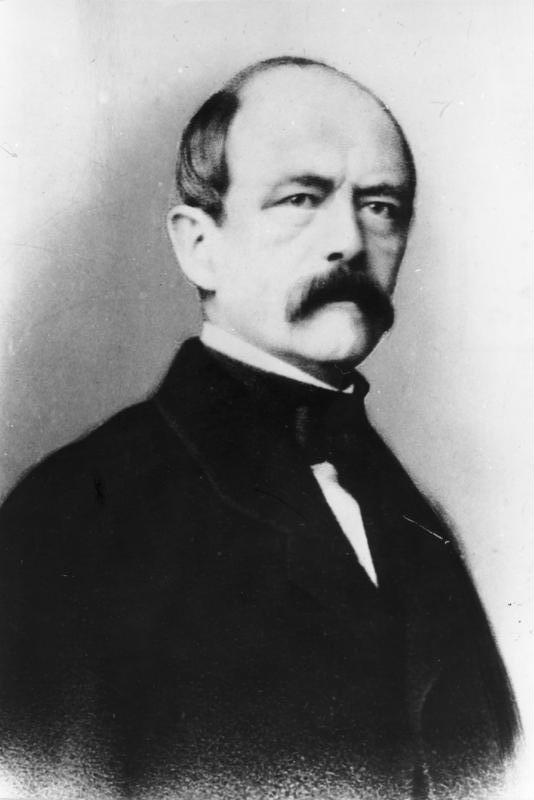
Otto von Bismarck v roce 1862

Říšská ústava z roku 1871 zdůrazňovala monarchistickou povahu státu. Budoucnost Německa měla být tedy rozhodujícím způsobem závislá na osobě císaře. Silné postavení bylo přiřčeno Prusku, na které v novém státě připadaly dvě třetiny rozlohy a obyvatelstva. Založením Německé říše vznikl ohromný jednotný ekonomický prostor, což společně s francouzskými válečnými reparacemi připravilo půdu pro razantní hospodářský růst Německa.
Bismarckova domácí politika byla charakterizována jeho bojem proti nepřátelům pruského protestantského státu. V tzv. kulturním boji (Kulturkampf) se víceméně bezúspěšně snažil omezit vliv katolické církve a jejího politického křídla, strany Centrum. Neněmecké části obyvatelstva říše, jako byly například polské, dánské nebo francouzské menšiny, byly vystaveny tvrdé germanizační politice a diskriminaci. Další potenciální hrozbu představoval podle Bismarcka vzestup sociálních demokratů, kteří měli v úmyslu odstranit stávající politické a společenské uspořádání. Po atentátu socialistů na císaře Viléma v roce 1878 využil říšský kancléř souhlasu veřejnosti k postavení sociální demokracie a jejího tisku mimo zákon. Současně se ale snažil působit proti radikalizaci dělníků zavedením sociálního a nemocenského pojištění.
Zahraničněpoliticky bylo Bismarckovou prioritou zachování rovnováhy velmocí. Německo se po vítězství nad Francií stalo nejsilnějším státem na kontinentě, čímž ale vzbudilo obavy u svých sousedů. Aby zabránil spojení ostatních mocností proti Německu, vybudoval Bismarck svou obratnou diplomacií spojenecký systém, jehož cílem bylo udržet Francii, toužící po revanši za ztrátu Alsaska a Lotrinska, v izolaci. V roce 1873 byla sjednána dohoda mezi Německem, Ruskem a Rakousko-Uherskem. Šest let nato vytvořil Bismarck dvojspolek s Rakousko-Uherskem pro případ útoku Ruska, které nebylo spokojeno s výsledky berlínského kongresu. Připojením Itálie k tomuto spojenectví vznikl v roce 1882 trojspolek.
Bismarck se velmi dlouhou zdráhal přistoupit na požadavky korunního prince Viléma II., jenž chtěl z Německa učinit světovou velmoc nabytím vlastních kolonií. Říšský kancléř tak chtěl předejít zbytečnému vyhrocení napětí mezi evropskými velmocemi a zachovat bezpečnost Německa. Když se však v letech 1880 až 1885 jevila zahraniční situace příznivější, Bismarck v této záležitosti ustoupil. V zámoří bylo záhy založeno mnoho kolonií: v Africe to bylo Togo, Kamerun, Německá jihozápadní Afrika a Německá východní Afrika. Dále v Oceánii Německá Nová Guinea, Bismarckovy ostrovy a Marshallovy ostrovy. Hospodářský přínos těchto kolonií přesto zůstával jen nepatrný.

### Vilémovské Německo

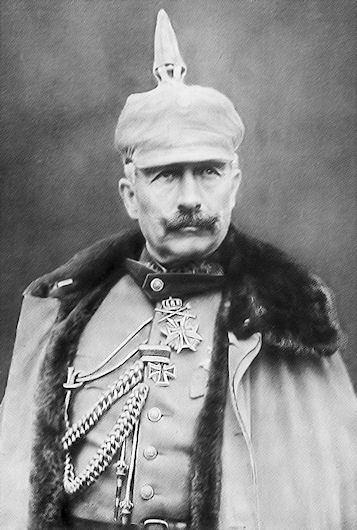
Vilém II. ve vojenské uniformě

V roce 1888 zemřel císař Vilém I. Jeho smrtelně nemocný syn Friedrich III. vládl pouhých 99 dnů. Po něm nastoupil na trůn jeho 29letý ambiciózní syn, Vilém II. Pruský Politické a osobní rozpory mezi Bismarckem a novým císařem, který chtěl být „svým vlastním kancléřem“ zapříčinily v roce 1890 Bismarckův pád.
Po Bismarckově rezignaci Vilém II. prohlásil, že bude pokračovat v zahraniční politice bývalého kancléře. Brzy ovšem nastolil nový, agresivní zahraničněpolitický kurs, jehož cílem bylo posílit roli Německa ve světové politice (Weltpolitik). Jelikož smlouva s Ruskem nebyla obnovena, vzniklo mezi Ruskem a Francií spojenectví, které bylo otevřeně namířeno proti trojspolku. Jeho soudržnost navíc oslabovaly vzájemné rozepře mezi Rakouskem a Itálií. Německá koloniální expanze ve východní Asii (Ťiao-čou, Mariany, Karolíny, Samoa) přivedla zemi do diplomatického střetu s Velkou Británií, Ruskem, Japonskem a USA. Stavba bagdádské železnice, financovaná německými bankami a průmyslem, jež přes Bospor spojila Severní moře s Perským zálivem, rovněž narušila britské a ruské geopolitické a ekonomické zájmy.
Na ochranu německých zámořských kolonií a obchodu zahájil v roce 1898 admirál Tirpitz program výstavby německého válečného loďstva (Kriegsmarine). To však představovalo přímou hrozbu britské námořní hegemonii, což ve svém důsledku zamezilo jakékoliv možnosti dohody mezi Německem a Velkou Británií. Ta v roce 1904 uzavřela „srdečnou dohodu“ (Entente cordiale) s Francií. Když se k nim tři roky poté připojilo také Rusko, ocitlo se Německo v naprosté mezinárodní izolaci.

#### První světová válka

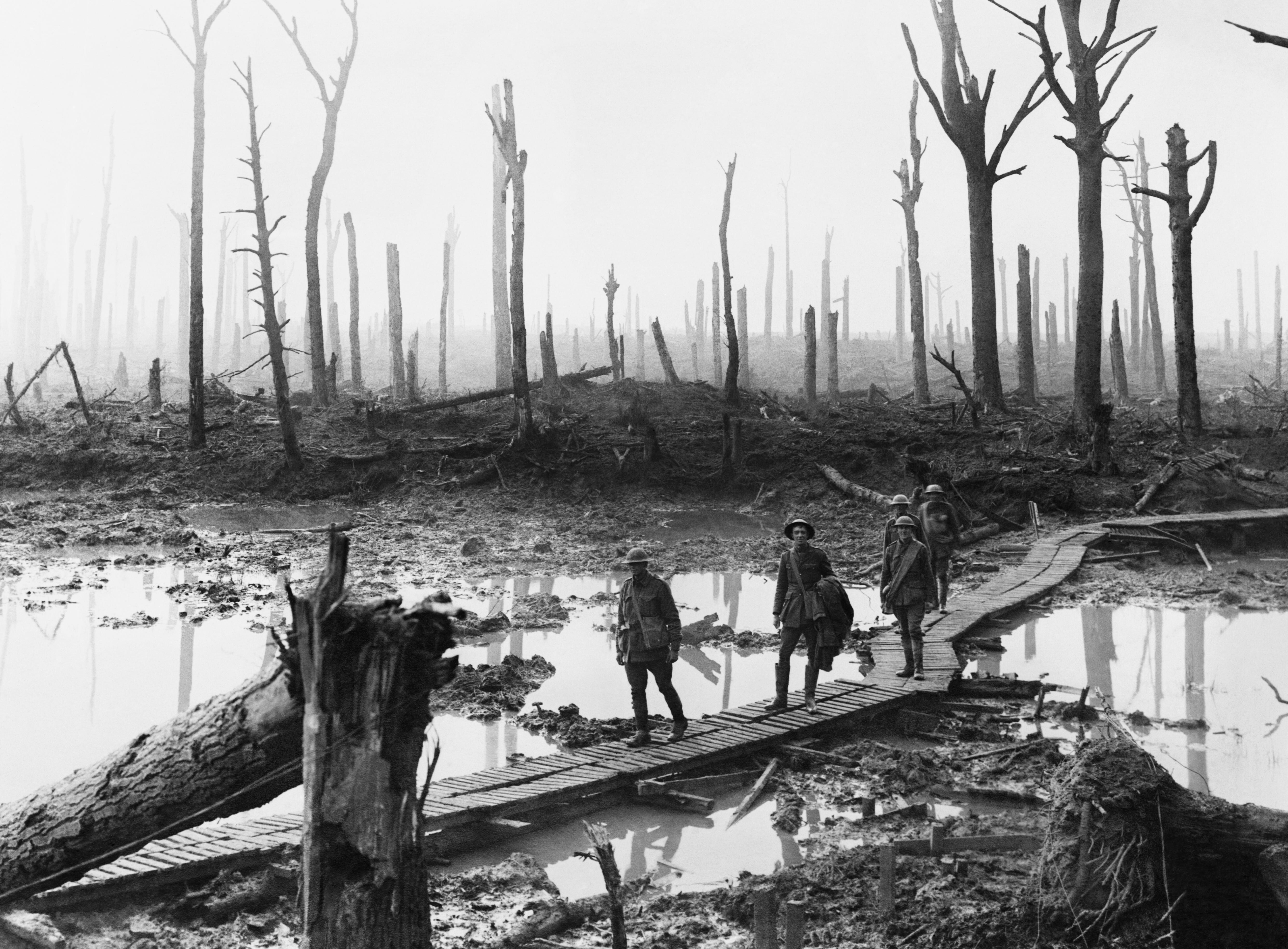
Zbytky lesa u města Ypry po intenzivní dělostřelecké palbě (1917)

Imperialistická mocenská politika a rozhodné sledování národních zájmů vedlo v roce 1914 k vypuknutí první světové války. Podnětem k ní se stalo zavraždění rakouského následníka trůnu, arcivévody Františka Ferdinanda, srbským nacionalistou v bosenském Sarajevu 28. června 1914. Mezi skutečné příčiny je zahrnována německo-francouzská animozita, obtížné soužití národů v mnohonárodnostním Rakousku-Uhersku, ruská agresivní politika na Balkáně a ukvapené stanovování ultimát a provádění mobilizací (v důsledku mylného přesvědčení, že eventuální válka bude krátká). Po boku Německa bojovalo Rakousko-Uhersko, Bulharsko a Osmanská říše proti Francii, Velké Británii, Rusku, Itálii a mnoha dalším menším států (Belgie, Srbsko atd.). Boje zasáhly kromě evropského kontinentu také Blízký Východ a německé kolonie v zámoří.
Na západní frontě bojovalo Německo ve vyčerpávající zákopové a opotřebovávací válce s mnoha krvavými bitvami (bitva u Verdunu či bitva na Sommě). Po rychlém postupu Belgií byly německé armády v září 1914 zastaveny v bitvě na Marně východně od Paříže. Průběh frontové linie se od tohoto momentu až do samotného konce války měnil již jen nepatrně. Na východě se i přes počáteční nástup Rusů podařilo německým vojskům, jímž veleli Paul von Hindenburg a Erich Ludendorff, obklíčit a zničit velké části ruských armád proniknuvších do Východního Pruska. Němci a Rakušané poté dosáhli řady menších úspěchu, jež přivodily zhroucení Ruska v roce 1917. Britská námořní blokáda v Severním moři měla ničivý efekt na německé válečné hospodářství a zásobování civilního obyvatelstva. Vstup USA do války v dubnu 1917, následující po německém vyhlášení neomezené ponorkové války, značí rozhodující bod obratu ve vývoji války v neprospěch Německa.
Na konci října 1918 němečtí námořníci odmítli vyplout na svoji poslední bojovou misi ve válce, jež byla tehdy již očividně prohraná. Vzpoura se z Kielu během několika málo dnů rozšířila po celém Německu, kde přerostla v revoluci. Císař Vilém II. byl 9. listopadu přinucen abdikovat, načež se odebral do exilu v Nizozemí. V tentýž den byl v Reichstagu vyhlášen vznik německé republiky. 11. listopadu 1918 bylo v Compiégne podepsáno příměří, čímž první světová válka skončila.

## Výmarská republika (1919–1933)

Německé státy za časů výmarské republiky, modře je vyznačen Svobodný stát Prusko.

Listopadová revoluce roku 1918 učinila z Německa parlamentní demokracii. Byla ustavena prozatímní vláda v čele s kancléřem Friedrichem Ebertem, který se zanedlouho stal prvním prezidentem. V platnost vstoupila řada reforem (osmihodinová pracovní doba, volební právo pro ženy). V lednu 1919 bylo zvoleno národní shromáždění, které se však nesešlo v tehdy neklidném Berlíně, nýbrž ve městě Výmaru. V srpnu téhož roku zde vešla v platnost tzv. výmarská ústava.
Mladá německá republika se však ihned po svém zrodu musela potýkat s komunistickým povstáním Spartakovců, které bylo potlačeno v lednu 1919 jednotkami Freikorpsů – dobrovolníků vracejících se z fronty. Přitom byli zavražděni komunističtí vůdci Rosa Luxemburgová a Karl Liebknecht. Do poloviny roku 1919 byly všechny pokusy o ustavení komunistických republik rad zmařeny zásahem armády (Reichswehr) a Freikorpsů. Jako poslední byla poražena Bavorská republika rad v Mnichově.
Ve francouzských Versailles mezitím probíhala mírová konference, jejímž výsledkem byla Versailleská smlouva podepsaná 28. června 1919. Německo se v ní muselo vzdát Alsaska a Lotrinska, území kolem měst Eupen a Malmédy, Severního Šlesvicka, Hlučínska a města Memel. Obnovené Polsko obdrželo Poznaňsko, Západní Prusko a část Horního Slezska. Všechny německé kolonie byly předány vítězným spojencům. Porýní bylo demilitarizováno a průmyslově významné Sársko bylo na příštích 15 let svěřeno do správy Společnosti národů. Počet vojáků a důstojníků Reichswehru byl omezen na 100 000. Podobně tvrdě bylo redukováno i německé válečné námořnictvo a letectvo. Německo a jeho spojenci navíc přijali plnou odpovědnost za rozpoutání války a byli nuceni zavázat se k placení válečných reparací.
Tyto ponižující mírové podmínky roznítily vlnu nevole po celé zemi, čímž byl nový demokratický režim vážně oslaben. Všeobecné nespokojenosti s Versailleskou smlouvou využil v roce 1920 extrémně pravicový politik Wolfgang Kapp, jenž v čele jednotek Freikorps vstoupil do Berlína a prohlásil se říšským kancléřem. Kappův puč byl však již po několika dnech zdolán. Německá města byla zasažena stávkami a povstáními, které byly krvavě potlačeny.

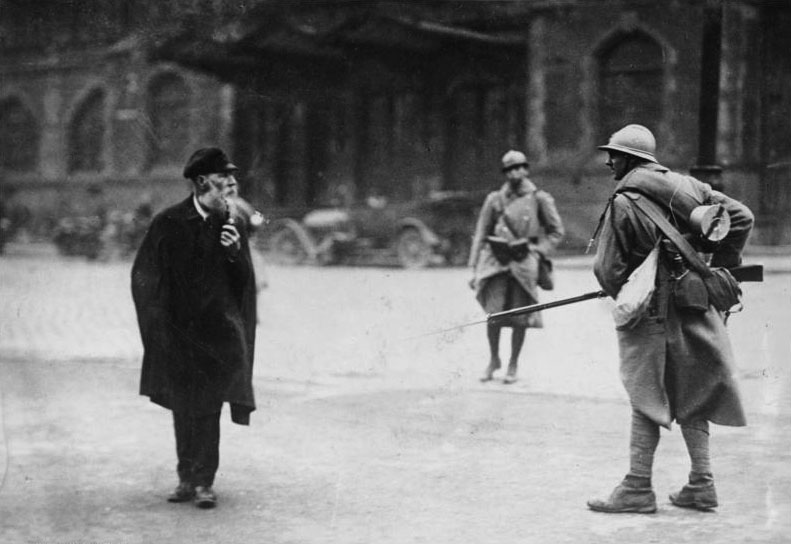
Francouzské jednotky v Porúří (1923)

Ekonomicky se Německo už od konce války potýkalo s vysokou inflací, což mu znemožňovalo uhradit válečné reparace. V reakci na to okupovaly francouzské a belgické jednotky v lednu 1923 srdce německého průmyslu – Porúří. Německá vláda vyzvala občany v Porúří k uplatnění pasivní rezistence. Tím však uštědřila ránu do vazu německému hospodářství. V následujících měsících proto v zemi propukla hyperinflace neskutečných rozměrů. V tomto ovzduší ekonomické a politické nestability se v listopadu 1923 válečný hrdina Erich Ludendorff a vůdce nové extrémně pravicové strany nacionálních socialistů (NSDAP), Adolf Hitler, neúspěšně pokusili provést v Mnichově převrat (Pivní puč). Hitler byl sice poté uvězněn a odsouzen, nicméně po několika měsících byl propuštěn na svobodu. V září 1923 kancléř Gustav Stresemann ukončil nákladný pasivní odpor v Porúří. V listopadu byla provedena měnová reforma, což spolu s dalšími opatřeními přispělo ke zkrocení hyperinflace. V příštích šesti letech se hospodářská situace Německa pozvolna zlepšovala a v roce 1928 německá průmyslová produkce dokonce dosáhla předválečné úrovně.

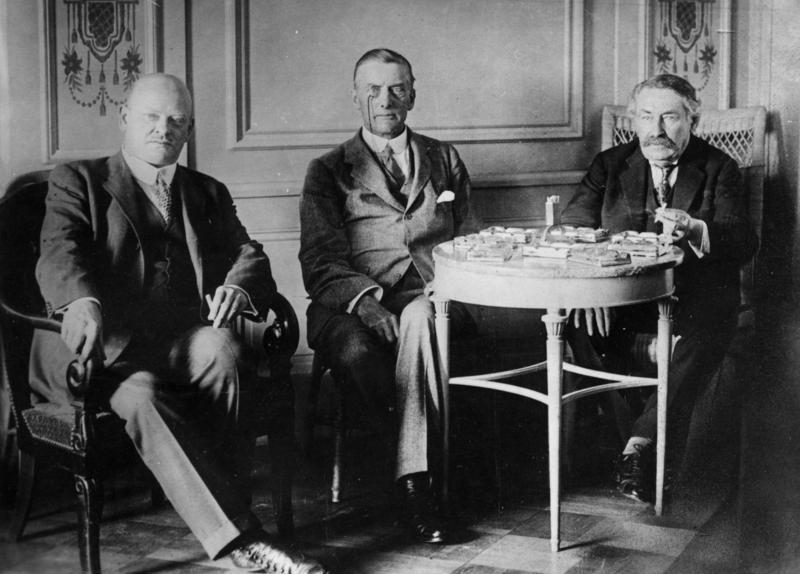
Zleva: Gustav Stresemann, Austen Chamberlain a Aristide Briand během Locarnské konference.

V polovině 20. let se zdálo, že republika všechny konflikty a povstání nakonec překonala. Nastalo období relativní prosperity a stability. Když v únoru 1925 zemřel Friedrich Ebert, byl jeho nástupcem zvolen Paul von Hindenburg. Gustav Stresemann se v této době snažil dosáhnout sblížení s Francií a prosadit revizi Versailleské smlouvy, což vyústilo ve sjednání Locarnské smlouvy a v přijetí Německa do Společnosti národů v roce 1926.
Krach na newyorské burze v roce 1929 však znamenal počátek velké hospodářské krize, jejíž drtivý dopad pocítilo rovněž Německo. Hospodářská situace země rychle upadala. V zimě 1932/1933 činil počet nezaměstnaných více než 6 000 000. Vzrůstající vnitřní napětí připravilo živnou půdu pro rozmach různých extremistických hnutí, především komunistů (KPD) a také nacionálních socialistů (NSDAP).
V parlamentních volbách v červenci 1932 získala NSDAP 37,4 % hlasů, což z ní učinilo největší politickou sílu v zemi. Společně s KPD disponovali nyní nacisté v Reichstagu nadpoloviční většinou poslaneckých mandátů. NSDAP vděčila za svůj úspěch hlavně mladým lidem, kteří nebyli schopni nalézt pracovní uplatnění. Podporu nacistům projevovala rovněž nižší střední třída, jíž připravila hyperinflace ve 20. letech o úspory, venkovské obyvatelstvo a velká část z masy nezaměstnaných. Ve volbách v prosinci 1932 podpora NSDAP mírně poklesla, přesto zůstala nejmocnější politickou stranou. V lednu 1933 vyvinuli pravicoví politici v čele s bývalým kancléřem Franzem von Papenem nátlak na Hindenburga, který následně 30. ledna 1933 jmenoval Adolfa Hitlera německým kancléřem.

## Nacistické Německo (1933–1945)

Vlajka v letech 1935–45

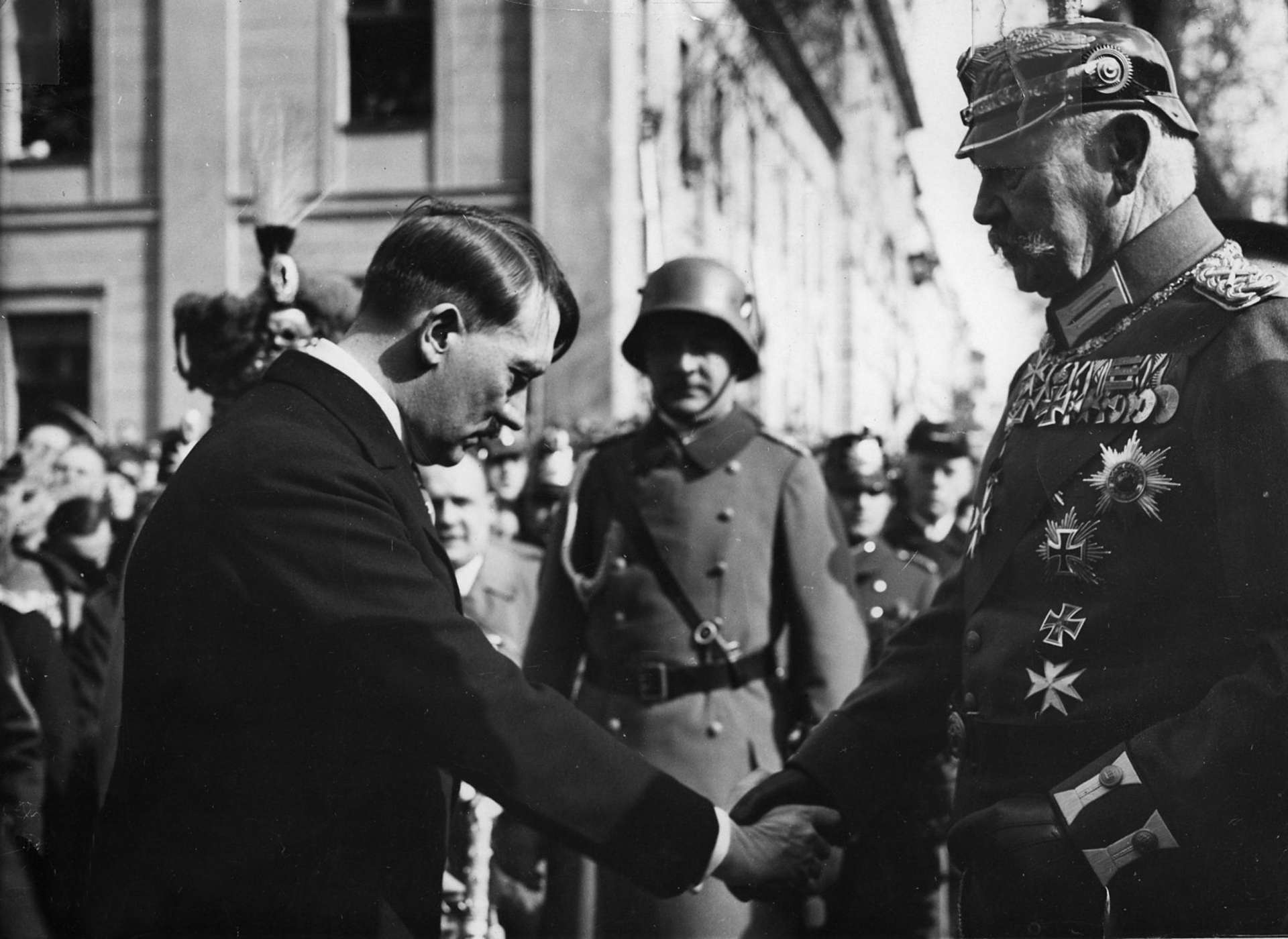
Kancléř Adolf Hitler se zdraví s prezidentem Paulem von Hindenburg dne 21. března 1933 během postupimského dne. Šlo o jediné Hitlerovo veřejné vystoupení v žaketu a cylindru.

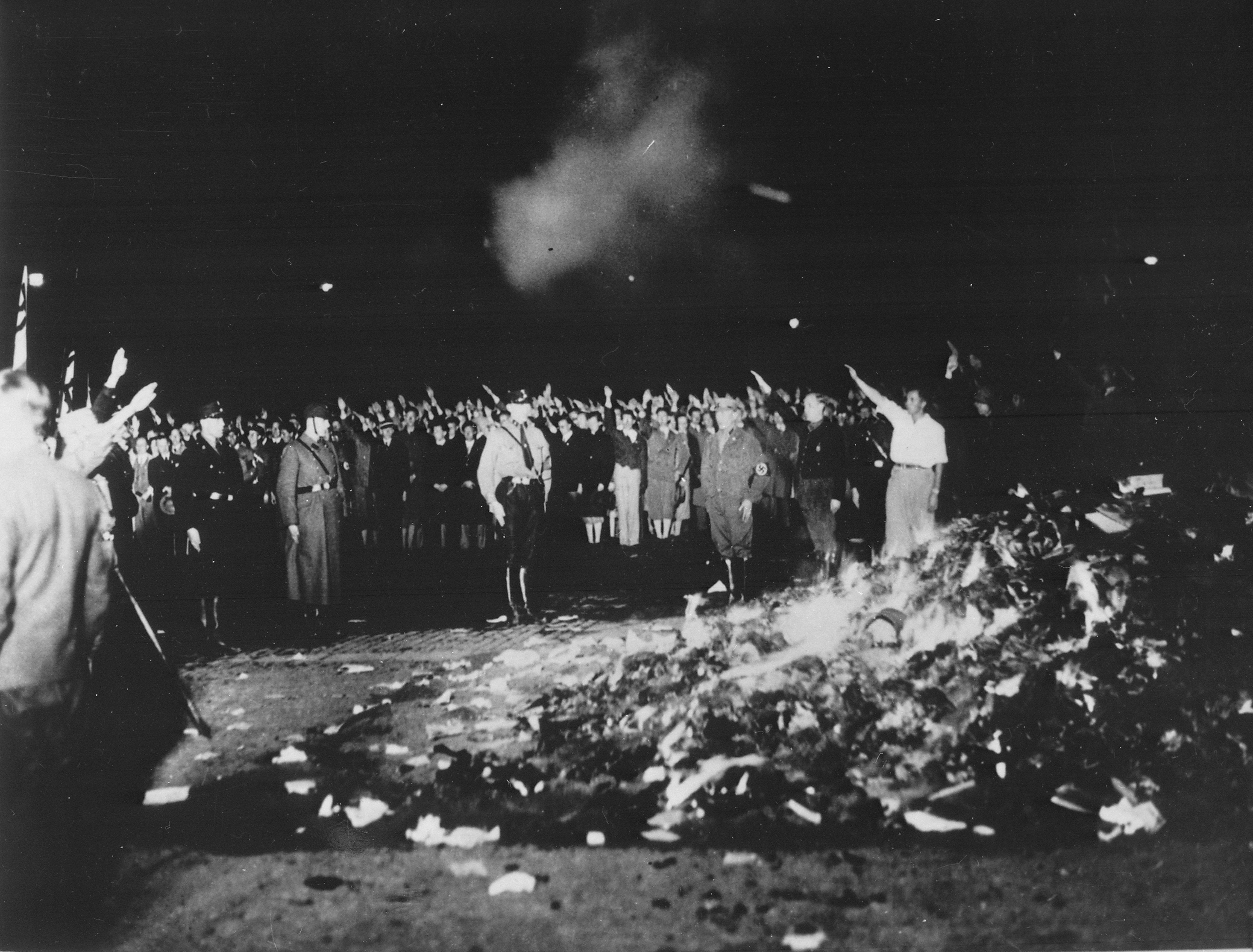
Pálení knih v Berlíně 10. května 1933

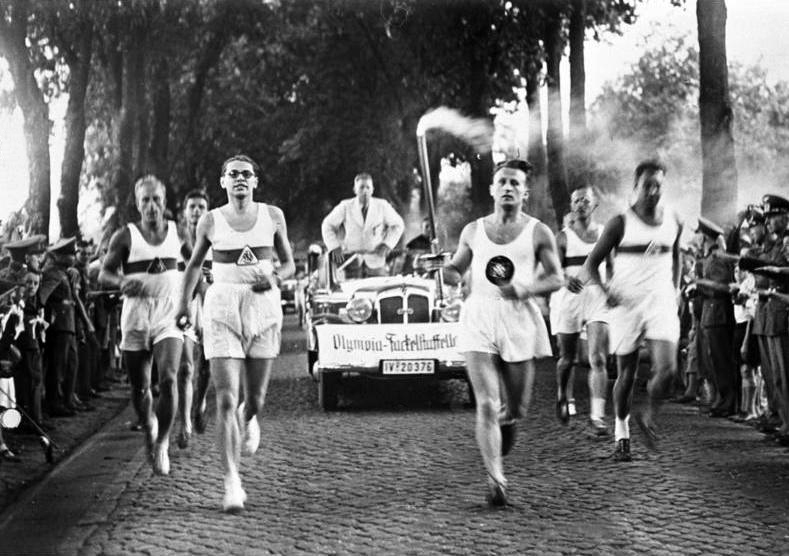
Pochodeň na cestě do Berlína na letní olympijské hry v roce 1936, které posloužily jako obrovská nacistická propaganda

Hitlerovým nástupem k moci započala etapa nacionálněsocialistického uchopení moci. Již 28. února 1933 bylo po požáru říšského sněmu, z něhož Hitler obvinil komunisty, přijato nouzové nařízení, kterým se rušila všechna zásadní základní lidská práva obsažená ve výmarské ústavě. Komunistická agitace byla zakázána a komunistická strana byla zanedlouho postavena mimo zákon. Kolem 10 000 sociálních demokratů a komunistů byla zatčeno a uvězněno. Mnoho ze zadržených bylo popraveno. Na základě zmocňovacího zákona z března téhož roku převzala vláda veškerou státní moc. Tímto zákonem Hitler zdánlivě legálním způsobem nastolil nacionálněsocialistickou diktaturu. Liberální ústava výmarské republiky se nálezala v troskách.
Zásadním krokem na cestě Německa k přeměně v totalitní stát bylo zglajchšaltování („usměrnění“) celého politického a správního aparátu a všech oblastí hospodářského, sociálního a kulturního života. Všechny ostatní politické strany se buď sloučily s NSDAP nebo byly zakázány. Stejný osud stihl také odbory a různé profesní organizace. Sjednáním konkordátu s Vatikánem si nacistický režim zajistil loajalitu katolické církve v Německu. Stále větší problém představovala pro Hitlera SA, paramilitární organizace NSDAP. Vůdce SA, Ernst Röhm, toužil začlenit své SA-many do řad pravidelné armády, jejímž velitelem se hodlal stát. Tím ovšem narušoval Hitlerovy záměry. 30. června 1934 proto Hitler nařídil Röhma a jeho podřízené zatknout a bez soudu popravit. Tato událost vstoupila do dějin jako „noc dlouhých nožů“.
Na místo SA nastoupila SS pod velením Reichsführera SS Heinricha Himmlera. Tomu záhy podléhalo gestapo (tajná státní policie) a nově zřízené koncentrační tábory, kam byly umisťovány všechny politicky (sociální demokraté, komunisté) a rasově (židé) nežádoucí osoby. Později spadala do Himmlerovy kompetence veškerá policie v nacistickém Německu. Hitler tak vyřadil jakoukoliv možnou opozici vně i uvnitř NSDAP. Po Hindenburgově smrti v srpnu 1934 se Hitler nechal jmenovat vůdcem („Führer“).
Už před uchopením moci projevovali nacisté nenávist k různým etnikum, obzvláště vůči židům. Diskriminace a perzekuce židů byly zahájeny v dubnu 1933 vypuzením židovských úředníků ze státní správy. V září 1935 schválil říšský sněm tzv. norimberské rasové zákony namířené proti židům. Ti pozbyli německé státní občanství a bylo jim zakázáno vstupovat do manželství s Němci. Tímto zákonem bylo postiženo kolem 500 000 lidí. 9. listopadu 1938 zinscenovali nacisté „křišťálovou noc“ – pogrom, během něhož shořelo v Německu značné množství synagog. Příslušníci SS přitom před zraky nečinné policie zavraždili mnoho židů.
Ekonomická opatření jako například výstavba dálniční sítě (Autobahnen), která byla připravena již předchozími vládami, odstranila nezaměstnanost. Válečné přípravy zabezpečily hospodářské oživení.
V roce 1935 bylo Sársko opět integrováno do Německé říše. V témže roce byla znovu zavedena branná povinnost. Hitler následně obnovil německou vojenskou sílu, čímž byla sice flagrantně porušena Versailleská smlouva, nicméně Francie a Velká Británie se omezily na protesty. Když o několik měsíců později Wehrmacht remilitarizoval Porýní (1936), západní mocnosti proti tomu nijak nezakročily. Tímto činem Hitler výrazně posílil svoje postavení v Německu. V srpnu 1936 se konaly v Berlíně olympijské hry, které se ukázaly být dalším velkolepým propagandistickým úspěchem nacistického režimu.
Po ustavení „Osy Berlín-Řím“ s Mussolinim a po podepsání paktu proti Kominterně s Japonskem se Hitler cítil být dost silný na to, aby přešel v zahraniční politice do ofenzívy. 12. března 1938 vpochodoval Wehrmacht do Rakouska. Když vstoupil Hitler krátce poté do Vídně, byl bouřlivě pozdravován nadšeným davem. O čtyři týdny později se 99 % Rakušanů vyslovilo pro připojení (anšlus) k Německu. Hitlerovi se tak podařilo naplnit ideu vytvoření Velkého Německa, kterou Bismarck v roce 1866 zavrhl. Ačkoli tato anexe odporovala smlouvě ze Saint-Germain, která výslovně zakazovala sjednocení Rakouska s Německem, západní mocnosti opět nezasáhly.
Po Rakousku obrátil Hitler svůj zrak na Československo, kde se 3,3 milionová menšina sudetských Němců dožadovala autonomie. V září 1938 se Hitler, Benito Mussolini, Neville Chamberlain a Edouard Daladier dohodli na konferenci v Mnichově na odstoupení československého pohraničí Německu. Nato Hitler prohlásil, že veškeré německé územní nároky byly uspokojeny, avšak jen šest měsíců po Mnichově, 15. března 1939, využil rozporů mezi Čechy a Slováky jako záminky k obsazení zbytku Československa a k jeho přeměně v Protektorát Čechy a Morava. V témže měsíci obsadila německá vojska také přístav Memel v Litvě. Západní politika appeasementu tak ztroskotala.

### Druhá světová válka

Evropa okupovaná Nacistickým Německem a jeho spojenci za svého největšího rozsahu v roce 1942.

1. září 1939 vypukla německým přepadením Polska druhá světová válka. O dva dny později vyhlásily Velká Británie a Francie Německu válku. Poláci se statečně bránili, ovšem proti německé bleskové válce se ukázali zcela bezmocní. Po pouhém měsíci válčení bylo Polsko na kolenou. Východní polovinu země zabral v souladu s paktem Molotov–Ribbentrop Sovětský svaz. Dalšími oběťmi německé agrese se v dubnu 1940 staly Dánsko a Norsko. V květnu zahájila německá armáda napadením Belgie, Nizozemska a Lucemburska válku na západě. Německým pancéřovým divizím se během pár dní podařilo rozetnout spojenecké vojsko ve dví. Britský expediční sbor, obklíčený u Dunkerque, byl sice evakuován, nicméně 14. června 1940 Wehrmacht triumfálně vstoupil do Paříže. Po dalším týdnu bojů Francie kapitulovala. V následné letecké bitvě o Británii musel však Hitler strpět svoji první porážku. V dubnu 1941 okupovala německá armáda spolu s Itálií, Maďarskem a Bulharskem také Jugoslávii a Řecko. Značných úspěchů dosáhl v severní Africe rovněž Afrikakorps pod velením Erwina Rommela.
22. června 1941 zaútočilo Německo na Sovětský svaz. Po několika měsících tohoto mohutného tažení padlo do německých rukou celé západní Rusko, Ukrajina, Bělorusko a Pobaltí. V zimě 1941/1942 ale německý postup zamrzl před Moskvou. V prosinci 1941 vstoupily do války USA. V průběhu nové německé ofenzívy na východě v létě 1942 pronikl Wehrmacht až na Kavkaz a k Volze. Zde však německá armáda utrpěla v zimě 1942/1943 zničující porážku v bitvě u Stalingradu, což znamenalo bod obratu ve vývoji války.
Mezitím byla nacisty uvedena v chod genocida židovského obyvatelstva (Holokaust). V lednu 1942 uspořádaly nacistické špičky konferenci ve Wannsee, na níž bylo rozhodnuto o konečném řešení (Endlösung) židovské otázky. Židé z celé okupované Evropy byli odvezeni do koncentračních a vyhlazovacích táborů v obsazeném Polsku. V Osvětimi, Treblince, Majdanku a na mnoha jiných místech bylo do konce války vyvražděno kolem 6 000 000 evropských židů. Je prokázáno, že podobný úděl chystali nacisté také dalším etnickým a národnostním skupinám označeným za podřadné, především Slovanům a Romům. Takto uvolněné teritorium na východě mělo posloužit k vytvoření životního prostoru (Lebensraum) pro árijskou rasu. Zlikvidovány měly být rovněž fyzicky nebo mentálně postižené osoby.
Zatím po porážce u El-Alamejnu síly osy v severní Africe v květnu 1943 kapitulovaly. Po bitvě u Kurska dobyla Rudá armáda do konce roku 1943 zpět velkou část obsazeného sovětského území. 6. června 1944 se anglo-americká vojska vylodila v Normandii a již v srpnu Spojenci osvobodili Paříž. Sověti mezitím pronikli na Balkán a do Polska. V prosinci 1944 se sice Němci pokusili ještě jednou chopit iniciativy, avšak po porážce v bitvě v Ardenách, byl osud Německa zpečetěn. V dubnu 1945 zahájila Rudá armáda závěrečný útok na Berlín. 30. dubna spáchal Adolf Hitler v bunkru pod říšským kancléřstvím sebevraždu a o dva dny později se posádka Berlína vzdala.
Druhá světová válka v Evropě skončila 8. května 1945, kdy vstoupila v platnost bezpodmínečná kapitulace Německa. Většina Evropy ležela v ruinách a více než 60 milionů lidí bylo zabito. Politická a ekonomická infrastruktura Německa byla totálně zničena a z někdejších německých území na východě bylo odsunuto kolem 12 milionů lidí. Tato válka navíc Německu přinesla historické dědictví viny a hanby.

## Poválečné Německo (1945–1990)

### Obsazení

Německé teritoriální ztráty v letech 1919 až 1945.

Okupační zóny

V květnu 1945 se Německo ocitlo v hodině nula. Německá města byla zničená leteckým bombardováním, země zaplavená uprchlíky, obyvatelé strádali hladem. Vítězné mocnosti USA, Velká Británie a SSSR se v červenci 1945 sešly na postupimské konferenci, kde se usnesly na demokratizaci, denacifikaci a demilitarizaci Německa. Země byla rozdělena do čtyř okupačních pásem a podřízena spojenecké kontrolní radě. Někdejší německé území východně od linie řek Odra-Nisa bylo předáno do polské správy, přičemž Königsberg a severní část východního Pruska obdrželi Sověti. Dohoda dále počítala s repatriací Němců žijících na těchto územích a legitimizovala odsun Němců z východoevropských států. V průběhu odsunu zahynuly podle odhadů až dva miliony lidí. V rámci denacifikace byl v říjnu 1945 zahájen norimberský proces s nacistickými válečnými zločinci.
V roce 1947 byly podniknuty první pokusy o vytvoření sjednoceného demokratického státu, které ale selhaly na odporu komunistů, což bylo důsledkem počínající studené války. V sovětské okupační zóně byla velmi brzy instalována komunistická, Moskvě oddaná vláda. Zdejší sociální demokraté byli přinuceni ke sloučení s komunisty a výsledkem toho byl vznik vládnoucí strany SED. Veškerá klíčová místa ve státě byla záhy obsazena komunisty. Naopak na západě byly v této době položeny základy pozdější demokratické a liberální republiky.
Poválečná spojenecká hospodářská politika, prosazovaná zejména Francií a také Spojenými státy, předpokládala deindustrializaci Německa, čímž mělo být zabráněno očekávané budoucí německé agresi. Koncem roku 1946 se však postoj USA začal měnit. Administrativa prezidenta Trumana dospěla k závěru, že ekonomické zotavení Evropy nemůže proběhnout zdárně bez rekonstrukce německého průmyslu. Hospodářské oživení přineslo hladovějícímu západnímu Německu zapojení do Marshallova plánu (východ musel na nátlak Sovětů americkou ekonomickou pomoc odmítnout) a měnová reforma v červnu 1948, čímž byl nastartován německý hospodářský zázrak (Wirtschaftswunder). V témže měsíci však Sověti zahájili blokádu západního Berlína. Město pak bylo dalších 11 měsíců zásobováno leteckým mostem, což nakonec Sověty přimělo k ukončení blokády.
Spojení tří západních sektorů (Trizonia) a přijetí ústavy (Grundgesetz) vedlo 23. května 1949 ke vzniku Spolkové republiky Německo („západní Německo“), na což Sověti zareagovali 7. října téhož roku založením Německé demokratické republiky („východní Německo“).

### Obtížná cesta ke znovusjednocení

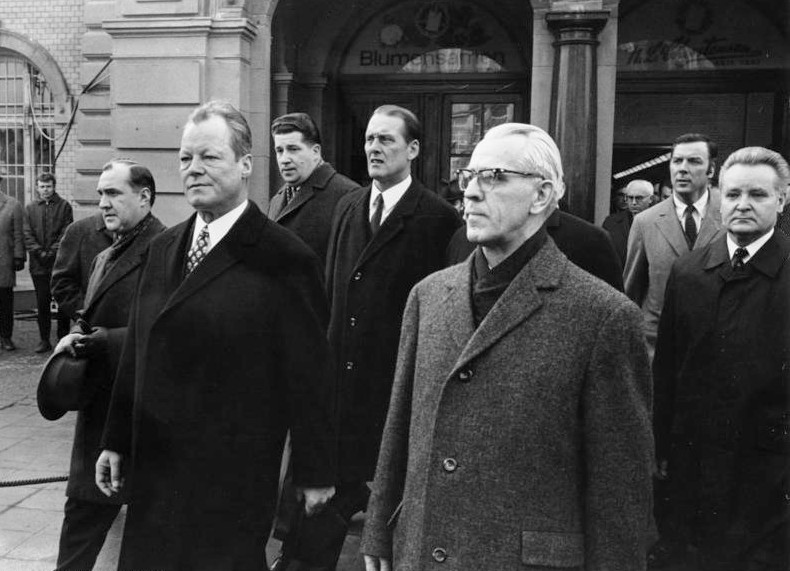
Willy Brandt (vlevo) a Willi Stoph v roce 1970. První setkání spolkového kancléře se svým východoněmeckým protějškem

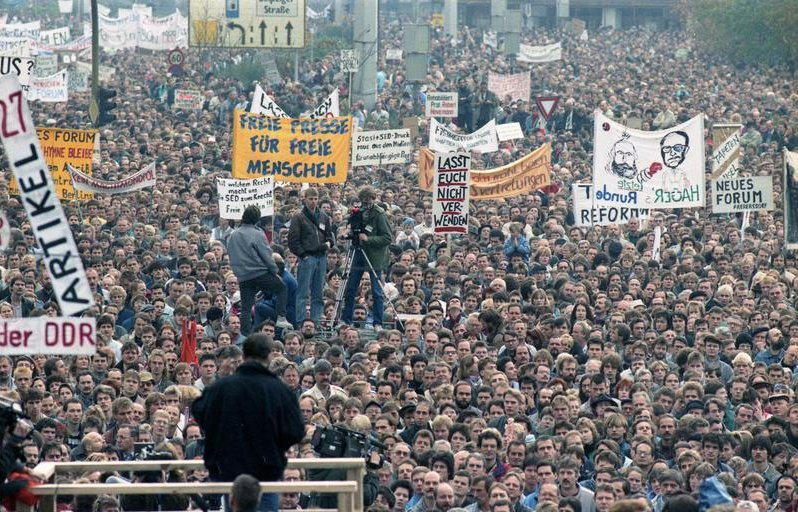
Alexanderplatz 4. listopadu 1989

V roce 1949 se předseda křesťanských demokratů (CDU), Konrad Adenauer, stal prvním spolkovým kancléřem západního Německa. Za jeho dlouhé a stabilní vlády se Spolková republika těšila výjimečnému období prosperity. Západní Německo náleželo mezi hlavní iniciátory evropské integrace. V roce 1955 vstoupila Spolková republika do NATO a v březnu 1957 se jako jeden ze signatářů Římských smluv podílela na založení Evropského hospodářského společenství (EHS). V roce 1963 dosáhli kancléř Adenauer a prezident Charles de Gaulle historického usmíření mezi Německem a Francií.
Na konci 60. let byla západoněmecká společnost zasažena vzrůstajícími protesty a odporem nespokojených levicových studentů, což mělo zásadní dopad na každodenní život stejně jako na politický vývoj země.
V 70. letech se k moci dostala koalice SPD a liberálů (FDP), v čele s kancléřem Willym Brandtem. Spolková republika vedla tehdy velice kontroverzní politiku sblížení s východoevropskými komunistickými státy (Ostpolitik), jež vyvrcholila Brandtovým symbolickým kajícným gestem (Kniefall von Warschau) během návštěvy Varšavy v prosinci 1970. Brandtova vláda současně stála také za vybudováním sociálního státu v západním Německu. Ropná krize na podzim 1973 však znamenala konec období poválečného ekonomického boomu. V říjnu 1982 se stal spolkovým kancléřem Helmut Kohl, čímž započala éra jeho dlouhého, 16letého vládnutí.
Ve východním Německu se nekonaly svobodné volby tak jako na západě, nýbrž veškerou moc pevně svírala komunistická SED. Až do roku 1971 stál fakticky v čele NDR generální tajemník SED, Walter Ulbricht. Nespokojenost východních Němců s totalitní mocí vyústila v červnu 1953 v povstání, jež bylo ale po zásahu sovětských tanků tvrdě potlačeno.
Třebaže v rámci východního bloku zastávala NDR postavení nejbohatší země, mnoho jejích občanů dalo přednost odchodu za politickou svobodou a ekonomickým blahobytem na západ. Od roku 1949 až do počátku 60. let proto východní Německo opustilo kolem 3 milionů lidí. Aby východoněmecká vláda zabránila tomuto pokračujícímu masovému úprku, nechala 13. srpna 1961 vztyčit Berlínskou zeď.
V roce 1971 byl Ulbricht zbaven moci a na jeho místo nastoupil Erich Honecker. Nicméně SED nedokázala zabránit rostoucí hospodářské a společenské krizi, která byla obzvláště patrná od poloviny 80. let. V létě roku 1989 nabraly události ve východním Německu dramatický spád. Obyvatelé NDR začali masivně prchat na západ prostřednictvím Maďarska, které již otevřelo svoje hranice. Tento exodus nastolil otázku politických změn východoněmeckého režimu. Pod tlakem masových demonstrací musel generální tajemník SED Erich Honecker v říjnu 1989 rezignovat. 9. listopadu pak bezradná komunistická moc svým občanům neočekávaně povolila vstoupit do západního Berlína. Tisíce lidí této příležitosti využily, načež se Berlínská zeď zhroutila stejně jako totalitní režim ve východním Německu. 3. října 1990 se pak oba německé státy opět sjednotily.

## Současné Německo (po roce 1990)
Počáteční nadšení vyvěrající ze znovusjednocení země nahradilo postupem času vystřízlivění. Někdejší NDR se podobně jako celý bývalý východní blok i po téměř dvou desetiletích transformace stále jen obtížně vypořádává s dědictvím komunistické diktatury. Západní spolkové země investovaly ohromné finanční sumy do obnovy východu (především do zdevastované infrastruktury), přesto na území bývalého východního Německa panuje vysoká nezaměstnanost. Jelikož životní úroveň je zde stále o dost nižší než na západě, spousta převážně mladých lidí odsud nadále odchází. Silnou podporu si v „nových zemích“ udržuje postkomunistická PDS, nástupnická strana SED, a rovněž různí pravicoví extremisté.
V současnosti zaujímá znovu sjednocené Německo společně s Francií a dalšími evropskými státy vůdčí roli v Evropské unii (EU), jež vznikla přeměnou ES po podepsání Maastrichtské smlouvy v roce 1992. Německo se obzvláště za Helmuta Kohla stalo jedním z hlavních zastánců přijetí postkomunistických států do EU. V roce 2002 euro nahradilo německou marku jako oficiální platidlo v Německu. Po útocích z 11. září 2001 v New Yorku vyslalo Německo své vojáky do Afghánistánu, nicméně války v Iráku se levicová vláda kancléře Gerharda Schrödera odmítla účastnit. Rozšířením EU na východ, uskutečněným 1. května 2004, se Německu a jeho východoevropským sousedům naskytla historická příležitost definitivně zahladit své staré rány a traumata a vytvořit tak pevné a trvalé partnerství a spojenectví, jež zabrání opakováním minulých tragédií. Během evropské migrační krize ovšem staré rány opět vylézají na povrch a východním zemím bylo prostřednictvím Německa vyhrožováno, např. omezením evropských dotací.